# 昭和28年西日本水害
昭和28年西日本水害（しょうわ28ねんにしにほんすいがい）は1953年（昭和28年）6月25日から6月29日にかけて九州地方北部（福岡県、佐賀県、熊本県、大分県）を中心に発生した、梅雨前線を原因とする集中豪雨による水害である。
阿蘇山、英彦山を中心に、総降水量が1,000ミリを超える記録的な豪雨により、九州最大の河川である筑後川をはじめ白川など、九州北部を流れる河川がほぼすべて氾濫、流域に戦後最悪となる水害を引き起こし、死者・行方不明者1,001名、浸水家屋45万棟、被災者数約100万人という大災害となった。
この水害により、筑後川など九州北部の河川における治水対策が根本から改められることになり、現在においても基本高水流量の基準となっている。
この九州北部を襲った水害には、気象庁による明確な災害名がつけられておらず、熊本県では「白川大水害」または「6.26水害」、北九州市では「北九州大水害」など、地域によってさまざまな呼称が用いられているほか、諸文献によっても災害名称が異なっている。本記事名は土木学会西部支部の調査報告書に準拠し、「昭和28年西日本水害」と呼称する。なお、本文中の自治体名は、1953年当時の自治体名（括弧内は現在の自治体名）を用いる。

## 原因
昭和28年西日本水害が九州北部地域に甚大な被害をもたらした原因として、集中豪雨が発生しやすい梅雨末期の気象要因、阿蘇山の噴火活動による地質的な要因、および九州北部を流れる河川流域の地形的な要因などがあり、それらが複合して被害を大きくしている。

### 気象要因

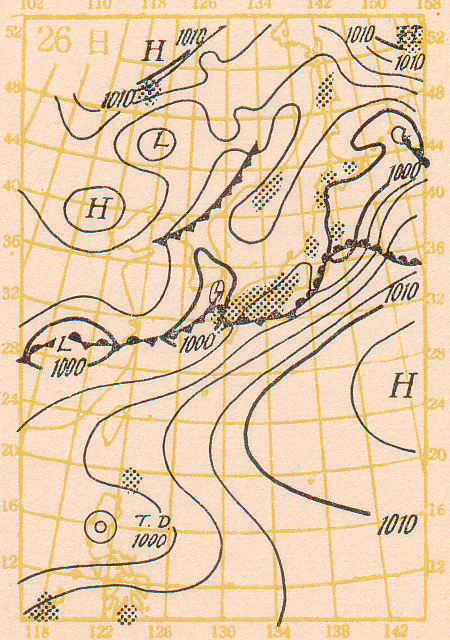
九州北部で最多雨量記録となる雨が降ったころ、6月26日9:00の地上実況天気図。対馬付近に低気圧があり、そこから上海の南を経て華中の低気圧へと梅雨前線が延びる。また、九州南岸から本州南岸を通って福島沖へも梅雨前線が延びており、この付近は太平洋高気圧と低気圧に挟まれて等圧線の間隔が狭くなっている。一方、北京付近には高気圧が張り出している。

1953年6月当時の九州地方の気象概況は、梅雨前線がいったん九州北中部に停滞し、上旬には福岡市や長崎県で、中旬には熊本県で大雨を降らせたが、その後奄美大島付近までいったん南下し、奄美大島と屋久島の間を上下するという状態であった。一方フィリピンのルソン島付近にあった太平洋高気圧がしだいに勢力を強くして梅雨前線を押し上げ、6月21日には対馬海峡付近に達した。ところが今度は、中国大陸より移動性高気圧が九州方面へと張り出し、再度梅雨前線は南下して屋久島まで戻ったものの、再度太平洋高気圧に押されて北上した。こうして南北から高気圧によって押された梅雨前線は、阿蘇山付近に6月23日ごろより停滞、そこに高気圧から吹く湿った暖かい空気が梅雨前線に流れ込むことによって前線が刺激され、さらに例年屋久島付近を通過するはずの低気圧が、このときは朝鮮半島・対馬海峡付近を次々と通過した。こうした気象条件が重なり、九州北部地域に未曾有の大雨をもたらした。
この梅雨前線は、6月から7月にかけて、九州地方北部のほか、東は静岡県静岡市から紀伊半島・中国地方・四国地方など広範囲にわたって大雨を降らせており、特に紀伊半島では和歌山県西牟婁郡串本町（現在の串本町は東牟婁郡所属）の潮岬で338.7ミリを記録する豪雨となったが、このあと7月17日から18日にかけて再度集中豪雨が発生。死者・行方不明者1,046名を数える集中豪雨として、戦後最悪の人的被害をもたらした紀州大水害（南紀豪雨）となった。また白川流域でも7月中旬に再度集中豪雨が発生し、新たな災害をひき起こしている（後述）。1953年の梅雨は5月下旬に入梅し、7月20日ごろに梅雨明けする例年よりも長い梅雨の期間であり、しかも期間中、死者・行方不明者が2,000名を超える大きな被害を西日本各地にもたらしており、特異な気象状況であった。

#### 降水量
昭和28年西日本水害では、阿蘇山麓や英彦山麓、脊振山地などの九州北部山間部で記録的な豪雨をもたらした。6月25日の降り始めからの総降水量は、熊本県鹿本郡山鹿町（現在の山鹿市）で1,455.3ミリを記録したのをはじめ、筑後川本流上流域（杖立川・大山川）で900 - 1,000ミリ、支流玖珠川流域や阿蘇山、大分川上流域、矢部川上流域で800 - 900ミリ、北九州や背振山地で500 - 600ミリと猛烈な豪雨を記録している。また一日降水量も山鹿町の528ミリを皮切りに福岡市、佐賀市、熊本市などで300 - 400ミリを超え、時間雨量も福岡県小倉市（現在の北九州市小倉北区・小倉南区）で101ミリ、熊本県阿蘇郡小国町宮原で90.2ミリなどと短時間・長時間問わず記録的な豪雨となった。豪雨のピークは25日 - 26日ごろは福岡県筑後地方・熊本県・大分県などが中心で、その後徐々に北へと移動し、28日 - 29日ごろには北九州が豪雨のピークとなっている。また降雨分布も、河川の上流・中流・下流を問わず、流域の広範囲にわたって豪雨が降り注いでいる。
| 観測地点 | 所在地               | 所在水系     | 総降水量 （ｍｍ） | 最多日降水量 （ｍｍ） | 最多時間雨量 （ｍｍ） | 現在の自治体名         |
| -------- | -------------------- | ------------ | ----------------- | --------------------- | --------------------- | ---------------------- |
| 山鹿     | 熊本県鹿本郡山鹿町   | 菊池川中流   | 1,455.3           | 528.0（6月25日）      |                       | 山鹿市                 |
| 上野田   | 大分県日田郡上津江村 | 筑後川上流   | 1,148.5           | 400.0（6月26日）      |                       | 日田市                 |
| 宮原     | 熊本県阿蘇郡小国町   | 筑後川上流   | 1,002.6           | 426.2（6月25日）      | 90.2（6月26日）       |                        |
| 小国     | 熊本県阿蘇郡小国町   | 筑後川上流   | 994.6             | 433.6（6月25日）      | 88.3（6月26日）       |                        |
| 矢部     | 福岡県八女郡矢部村   | 矢部川上流   | 934.2             | 395.0（6月25日）      |                       | 八女市                 |
| 野上     | 大分県玖珠郡野上村   | 筑後川上流   | 929.7             | 364.0（6月25日）      |                       | 玖珠郡九重町           |
| 黒川     | 熊本県阿蘇郡黒川村   | 白川上流     | 888.4             | 500.2（6月26日）      |                       | 阿蘇市                 |
| 杷木     | 福岡県朝倉郡杷木町   | 筑後川中流   | 861.4             | 305.7（6月25日）      |                       | 朝倉市                 |
| 由布院   | 大分県速見郡由布院町 | 大分川上流   | 818.0             |                       |                       | 由布市                 |
| 三瀬     | 佐賀県神埼郡三瀬村   | 嘉瀬川上流   | 711.4             | 360.5（6月25日）      | 45.4（6月25日）       | 佐賀市                 |
| 日田     | 大分県日田市         | 筑後川上流   | 705.6             | 292.4（6月25日）      | 55.5（6月27日）       |                        |
| 大分     | 大分県大分市         | 大分川下流   | 698.5             | 223.1（6月26日）      | 38.6（6月26日）       |                        |
| 鳥栖     | 佐賀県三養基郡鳥栖町 | 筑後川中流   | 665.2             | 351.0（6月25日）      |                       | 鳥栖市                 |
| 門司     | 福岡県門司市         |              | 646.1             | 398.3（6月28日）      | 77.4（6月28日）       | 北九州市門司区         |
| 福岡     | 福岡県福岡市         | 多々良川など | 621.4             | 307.8（6月25日）      | 79.5（6月28日）       |                        |
| 熊本     | 熊本県熊本市         | 白川下流     | 595.9             | 411.9（6月26日）      | 59.2（6月26日）       |                        |
| 佐賀     | 佐賀県佐賀市         | 嘉瀬川下流   | 587.1             | 366.5（6月25日）      | 72.3（6月26日）       |                        |
| 羽犬塚   | 福岡県八女郡羽犬塚町 | 矢部川中流   | 568.7             | 349.1（6月25日）      | 51.4（6月25日）       | 筑後市                 |
| 久留米   | 福岡県久留米市       | 筑後川中流   | 564.3             | 308.7（6月25日）      | 43.0（6月26日）       |                        |
| 小倉     | 福岡県小倉市         | 紫川全域     | 544.0             |                       | 101.0（6月28日）      | 北九州市小倉北区・南区 |
| 飯塚     | 福岡県飯塚市         | 遠賀川中流   | 534.8             | 235.5（6月25日）      | 32.3（6月25日）       |                        |

（注）括弧内は記録日。太字は各々の最大降雨記録。

### 地質・地形要因
上記の気象要因に加え、地質や地形、植生も豪雨被害が拡大する要因となった。新第三紀から第四紀にかけて活発だった阿蘇山の火山活動により、福岡県南東部・大分県南部と西部・熊本県北西部一帯は、おおむね変朽安山岩や阿蘇熔岩を主体とする地質を形成しており、これらの地質は透水性に乏しかった。さらに戦中・戦後に山間部は森林を乱伐していたこともあり、森林の保水力は極端に低下しており、降った雨は通常の森林に比べ土壌に浸透せず、地表を流下して河川に注ぐ形となった。そのうえ、阿蘇山が同年4月27日に噴火を起こし降灰量516万トンにも及ぶ大量の火山灰が堆積、それが豪雨によって雨水とともに地表を流れ、土石流となった。
また地形的要因も洪水被害を増幅させた。すなわち日本の河川の特徴でもあるが、九州北部の河川はおおむね河川勾配が急であり、河川は急流を形成して上流から下流へと流下するため、下流の水位は急激に上昇しやすい。これに加えて九州北部を流れる河川のいくつかは、流域面積が中流・下流域に比べて上流域の面積割合が広大であり、その割合は白川水系で約80パーセント、筑後川水系で70パーセントを占める。こうした地質・地形特性を有する河川の上流地域に広範囲かつ持続的な豪雨が降り注ぎ、大量の降雨が膨大な水量をともなう洪水となって、短時間に下流地域へ一挙に押し寄せたこと、また先述の通り、6月上旬から中旬にかけて北部九州で豪雨があり、地盤が緩んでいたところにそれを上回る記録的な豪雨が追い討ちをかけたことが、被害を大きくした。

## 被害状況

### 総計
この集中豪雨は特に福岡県・佐賀県・熊本県・大分県において被害が甚大で、死者759名・行方不明者242名などの人的被害のほか、全半壊家屋3万5,000棟以上、床上・床下浸水は実に45万棟以上に及ぶ過去最悪の被害となった。その被害総額は当時の金額で約2,217億円、現在の金額に換算すると約1兆5,628億円にも達する。当時は1949年（昭和24年）のジュディス台風や1950年（昭和25年）のジェーン台風による被害がまだ記憶に新しく、台風被害からの復旧に一段落ついたころ再度被害を受けた地域も多かった。当時の国家地方警察福岡警察管区本部が発表した被害内容は下表の通りである。
| 県名     | 死者 | 行方不明者 | 負傷者 | 全壊家屋数 | 流失家屋数 | 半壊家屋数 | 床上浸水 | 床下浸水 | 推定被害額 （1953年換算） | 推定被害額 （2004年換算） | 氾濫河川                               | 備考   |
| -------- | ---- | ---------- | ------ | ---------- | ---------- | ---------- | -------- | -------- | ------------------------- | ------------------------- | -------------------------------------- | ------ |
| 福岡県   | 259  | 27         | 1,402  | 1,321      | 829        | 12,116     | 92,532   | 119,127  | 793億円                   | 5590億円                  | 筑後川、矢部川、遠賀川、紫川、今川など |        |
| 佐賀県   | 59   | 3          | 337    | 319        | 108        | 4,425      | 37,895   | 38,053   | 249億円                   | 1755億円                  | 筑後川、嘉瀬川、松浦川など             |        |
| 長崎県   | 21   | 0          | 26     | 320        | 12         | 546        | 6,324    | 16,285   | 91億円                    | 642億円                   |                                        |        |
| 熊本県   | 339  | 198        | 558    | 1,009      | 850        | 10,412     | 49,038   | 39,607   | 850億円                   | 5992億円                  | 菊池川、白川など                       |        |
| 大分県   | 55   | 13         | 239    | 333        | 653        | 1,435      | 6,179    | 18,513   | 178億円                   | 1255億円                  | 筑後川、大分川、大野川など             |        |
| 宮崎県   | 0    | 0          | 0      | 0          | 0          | 2          | 10       | 123      | 2億円                     | 14億円                    |                                        | [ 13 ] |
| 鹿児島県 | 1    | 1          | 17     | 10         | 0          | 9          | 21       | 528      | 20億円                    | 140億円                   |                                        | [ 13 ] |
| 山口県   | 25   | 0          | 196    | 129        | 41         | 823        | 8,302    | 20,659   | 34億円                    | 240億円                   |                                        | [ 13 ] |
| 合計     | 759  | 242        | 2,775  | 3,441      | 2,493      | 29,588     | 200,298  | 252,895  | 2217億円                  | 1兆5628億円               |                                        |        |

特色としては平野部、山間部の別を問わず大きな被害を与えたことであり、福岡市をはじめ佐賀市、熊本市、大分市といった県庁所在地のほか門司市・小倉市（北九州市）、久留米市など地方の主要都市にも多大な被害を与えている。また九州随一の大河である筑後川水系をはじめ遠賀川水系、矢部川水系、大分川水系、大野川水系、菊池川水系、白川水系など、九州北部の河川は大小問わずすべて氾濫し、堤防決壊や橋梁・道路流失などを招き、これ以前より営々と行われてきた治水事業は水泡に帰した。以下では、各県における被害状況を詳述する。

### 熊本県
もっとも被害が大きかったのは熊本県である。降り始めからの雨量は鹿本郡山鹿町（山鹿市）で、この豪雨では最大の1,455.3ミリを記録したほか、阿蘇郡小国町宮原で1,002.6ミリ、阿蘇郡黒川村（阿蘇市）で888.4ミリを記録するなど、過去最悪の豪雨災害となった。この豪雨で熊本市・玉名市・菊池郡・阿蘇郡など県北部を中心に甚大な被害が発生している。県内の被害の特徴としては、後述する阿蘇山の火山灰を原因とする土砂災害や、家屋被害において床下浸水を上回る床上浸水の多さが挙げられる。
なお、当時の被災状況については、のちに熊本県が県政ニュースとして映像を残しており、こちら（ただし凄惨な場面が含まれているので閲覧注意）で視聴可能である。
| 死者 | 行方不明者 | 負傷者 | 全壊家屋数 | 流失家屋数 | 半壊家屋数 | 床上浸水 | 床下浸水 | 推定被害額 （1953年換算） | 推定被害額 （2004年換算） | 備考 |
| ---- | ---------- | ------ | ---------- | ---------- | ---------- | -------- | -------- | ------------------------- | ------------------------- | ---- |
| 339  | 198        | 558    | 1,009      | 850        | 10,412     | 49,038   | 39,607   | 850億円                   | 5992億円                  |      |

#### 白川大水害

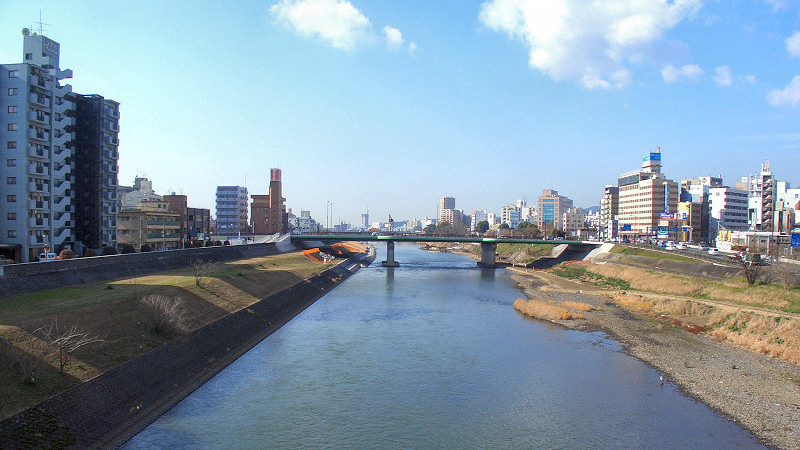
白川に架かる代継橋。白川大水害と直後の豪雨で二度流失した。写真は2005年（平成17年）に架け替えられたもの。

県都・熊本市では、市内を流れる白川が氾濫した。白川上流部では、阿蘇郡黒川村で5日間の雨量が888.4ミリを記録するなど、阿蘇地域一帯で猛烈な豪雨となった。白川水系流域面積の80%を占める阿蘇地域は、阿蘇熔岩を主体とする岩盤の上に「ヨナ」と呼ばれる火山灰を多く含む土壌が堆積していた。
鹿児島県大隅半島のシラス台地と同様に、豪雨が降ると容易に崩壊する土壌であったため、阿蘇地域は1952年（昭和27年）に特殊土壌地帯災害防除及び振興臨時措置法（特土法）の規定する特殊土壌地帯に指定されていた。こうした土壌が堆積していた阿蘇地域で、4月27日に阿蘇山が噴火して大量の火山灰が堆積、そこに大量の豪雨が降り注いだことで、大量の火山灰や「ヨナ」が土石流となって、広大な白川上流域から黒川合流点より下流の河川勾配が急な峡谷を一挙に下り、下流の熊本市内に流入した。さらに熊本市内の白川は天井川となっており、熊本市役所庁舎をはじめ、熊本市中心部は白川の水面よりも低い位置に存在していた。こうした複合的な要因が、熊本市内の被害を増幅させる結果をもたらした。
熊本市では、京町や健軍といった高台を除く全市の70%が浸水し、熊本市中心部では平均で水深が2.5 - 3.0メートルに達した。また白川の橋梁は市内に17か所架けられていたが、国道3号長六橋と大甲橋を除いて残らず流失し、上流・中流部でも七障子橋・代宮橋・赤瀬橋以外はことごとく流失した。
特に子飼橋では、大量の流木が詰まったことがきっかけに氾濫が発生し、至近距離にあった避難所で避難していた住民約40名が橋もろとも白川に流され、死亡した。
熊本市内は噴火した阿蘇山の火山灰が混ざった大量の泥や「ヨナ」で市街地などが埋まり、その総量は実に600万トンにも及び、熊本城の堀の一部を廃土で埋めることになった。また養老院が倒壊して52名が一度に圧死するなど、土砂災害による要因が死者を増加させている。
熊本市の被害額は約173億円（現在の金額で約1,219億円）にも及ぶ壊滅的被害となった。また上流の阿蘇郡長陽村（南阿蘇村）などでも、土石流によって家屋や道路、鉄道への被害が大きく孤立した村落が発生した。白川上流部のいわゆる「南郷谷」と呼ばれる阿蘇山カルデラ南部では、土石流によって運ばれた巨大な岩石が一帯を覆い尽くし、死者・行方不明者が66名を数えた。熊本県では、この白川流域で甚大な被害をもたらした今回の水害を、特に白川大水害または6.26水害と呼ぶ。
なお白川では、この水害の半月後、7月16日から17日にかけても集中豪雨があり、仮橋を架けたばかりの国道266号代継橋や明午橋、白川橋、泰平橋が再び流失したほか、床上・床下浸水の被害を受けている。またこの水害を契機に建築された白川沿いの住宅が、その後の白川治水事業を困難にする要因ともなった。

#### 菊池・小国
菊池川流域では、山鹿の1,455.3ミリをはじめ、菊池郡菊池村立門（菊池市）で830.2ミリ、菊池郡隈府町（菊池市）で599.4ミリなど、猛烈な雨が流域を襲った。特に山鹿では、6月25日に1日雨量としても最大となる528ミリを記録したほか、26日には418.5ミリ、27日には282ミリという猛烈な雨となっている。このため、菊池川本流や支流の迫間川、合志川などが氾濫、菊池川の水位は最大で9メートルにも達した。
玉名市、菊池村、隈府町、山鹿町などが浸水被害を受け、菊池川流域では死者7名、全半壊家屋572棟、浸水家屋1万5,335棟に上った。
筑後川上流部の熊本県流域でも猛烈な豪雨が降ったことにより、筑後川（杖立川）の水位が、6月26日10時に九州電力杖立取水堰地点で警戒水位を7メートル以上上回る12.50メートルに達した。これにより、川沿いにある杖立温泉ではすべての連絡手段が不通となり孤立、旅館などが流失・損壊するなど大きな被害となった。

### 福岡県
熊本県に次いで被害が大きかったのは福岡県である。特に筑紫平野（筑後川・矢部川流域）、北九州（門司・小倉）、福岡市内の被害が深刻であった。福岡県では人的被害もさることながら、家屋への被害が他県に比べて群を抜いている。
| 死者 | 行方不明者 | 負傷者 | 全壊家屋数 | 流失家屋数 | 半壊家屋数 | 床上浸水 | 床下浸水 | 推定被害額 （1953年換算） | 推定被害額 （2004年換算） | 備考 |
| ---- | ---------- | ------ | ---------- | ---------- | ---------- | -------- | -------- | ------------------------- | ------------------------- | ---- |
| 259  | 27         | 1,402  | 1,321      | 829        | 12,116     | 92,532   | 119,127  | 793億円                   | 5590億円                  |      |

#### 筑後川流域

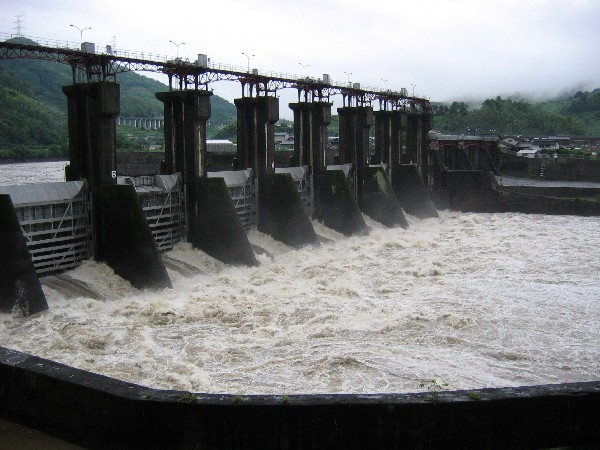
豪雨による洪水で両岸が決壊した夜明ダム（筑後川）。写真は復旧後の現在のもの。手前側と奥の発電所取水口部分が崩落した。

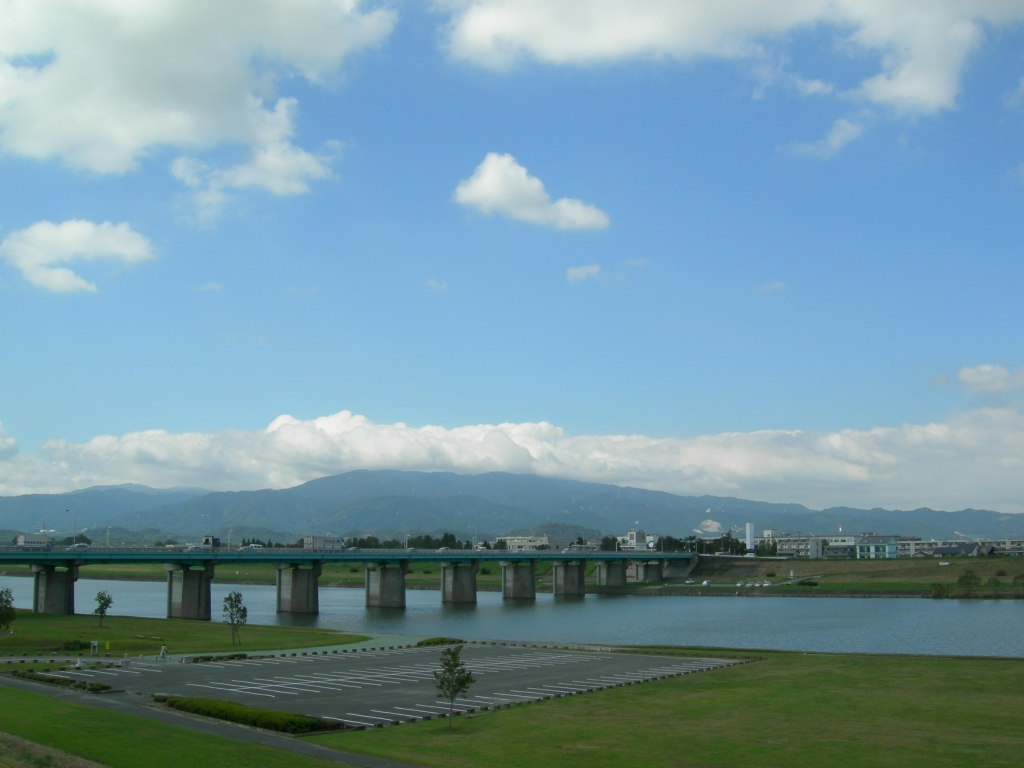
小森野橋。筑後川の洪水で流失。その後架け替えられた。

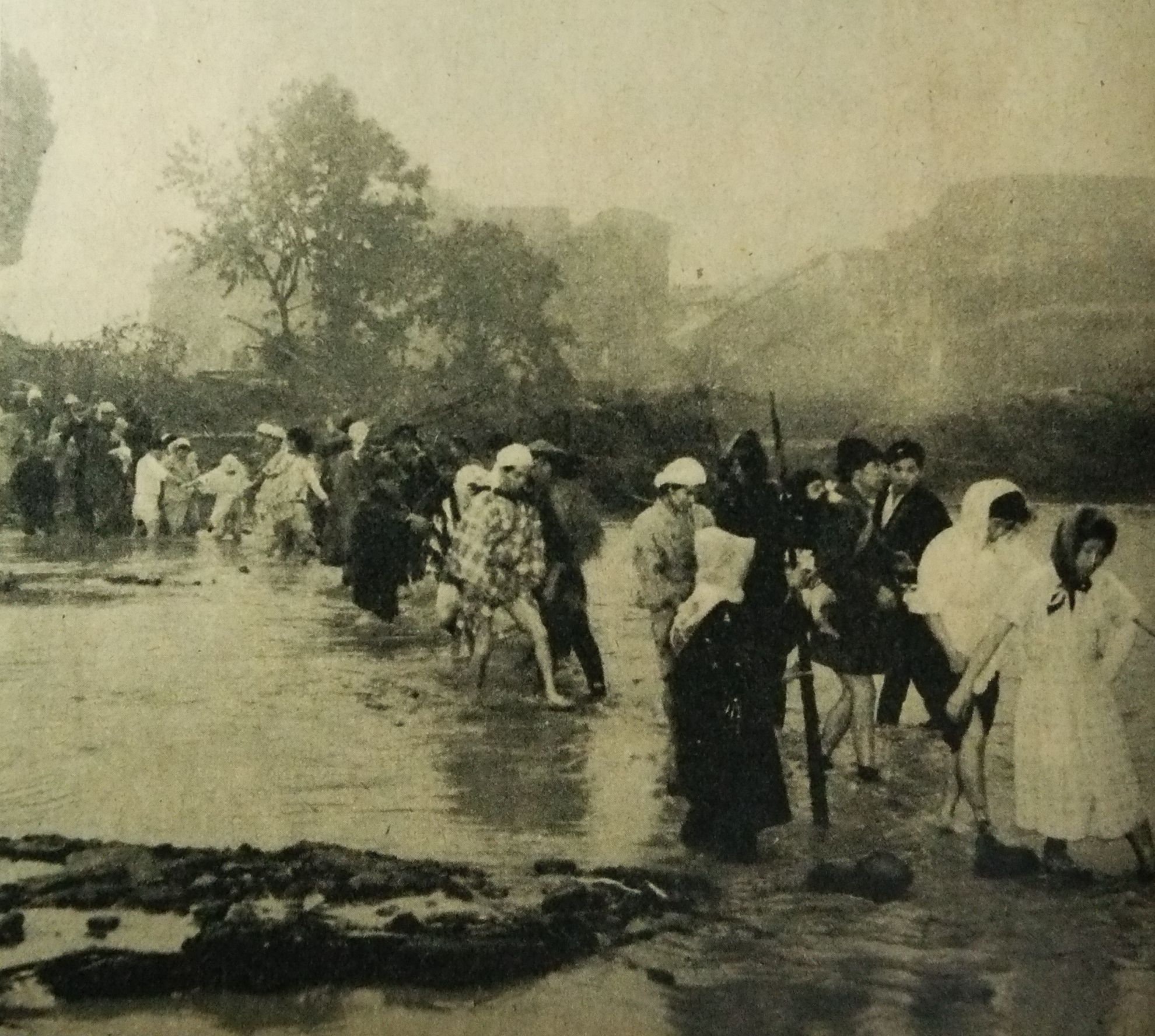
福岡県朝倉郡原鶴温泉

筑後川では、上流部の大分県日田郡上津江村（日田市上津江町）上野田にある建設省の観測所で5日間の総降水量が1,148.5ミリに達したのをはじめ、熊本県阿蘇郡小国町宮原で1,002.6ミリ・時間雨量90.2ミリ、小国町小国で994.6ミリなど本流（大山川）流域で平均900ミリ、支流の玖珠川流域で平均700 - 800ミリの豪雨が降り注いだ。このため筑後川の水位は、6月25日22時に治水基準点である久留米市瀬の下観測所で警戒水位の5.14メートルを超え、以後一時間ごとに60センチ上昇。日田市では計画高水位を6月26日14時の時点で過去最悪の水位を突破した。6月26日以降、筑後川の水位は8 - 9メートルまで上昇し、堤防天端すれすれの状態が6月27日まで続き、警戒水位を下回る平常の水位に戻ったのは、7月2日以降になってからであった。
本流および支流・玖珠川の膨大な濁流は、日田郡夜明村（日田市）から浮羽郡浮羽町（うきは市）・朝倉郡杷木町（朝倉市）間の夜明峡谷に集まり、一挙に筑紫平野に流入した。この地点には、当時九州電力が水力発電専用ダムである夜明ダムを建設中であったが、濁流は夜明ダム堤体に激突。九州電力は水門を全開して濁流からダムを守ろうとしたが、濁流はダム両岸をえぐるように流れ、25日夜半から翌26日午前中にダムは左岸の発電所取水口と右岸の国道386号から決壊、ダム本体に据えつけられた水門も3門吹き飛んだ。その後濁流は、1674年（延宝2年）に建設された大石堰に激突し、ここで堤防を決壊させ、浮羽町役場をはじめ町内すべてを水没させた。
堤防を決壊させた濁流は浮羽郡各所に流入、支流の巨瀬川の洪水と合流し巨瀬川の堤防を決壊させ、さらに吉井町・船越村・江南村（うきは市）の筑後川堤防も相次いで決壊した。田主丸町（久留米市）では橋梁がことごとく流失、町内は水深1メートル以上の浸水となった。原鶴温泉街も完全に水没し、筑後川南岸は一面が海のようになったと伝えられている。筑後川北岸の朝倉郡でも甘木町・蜷城村・朝倉村・大福村（朝倉市）で堤防決壊が多発してほぼすべての地域が浸水。三井郡では、小郡町（小郡市）などを除き完全に外部との交通が遮断され、数日間陸の孤島と化した。
久留米市では、東櫛原町など数か所で堤防が決壊し、東・西・北の三方向から一挙に市内に濁流が流れ込んだ。東櫛原町の堤防では、決壊の一時間前より堤防上を洪水が越流しはじめたが、その様子はあたかも滝のようであった。決壊した堤防から流出した水は久留米市内に押し寄せ、国鉄久留米駅、久留米大学医学部附属病院など久留米市中心部をことごとく水没させ、市内の80%が浸水した。水位は市内中心部の明治通りにある旭屋デパート（のちの久留米井筒屋）前で約1メートル、もっとも深い場所では約3メートルに達した。道路も国道3号久留米大橋、国道264号豆津橋をはじめ、小森野橋、宮ノ陣橋、両筑橋、恵蘇宿橋、原鶴大橋が流失または損壊し、国道3号は佐賀県三養基（みやき）郡鳥栖町（鳥栖市）と久留米間が完全に不通となった。特に、小森野橋では、橋の補修作業を行っていた作業員5人と作業を見物していた住民20人を乗せたまま橋が流される災害となった。
筑後川流域における被害は、死者147人を出したのをはじめ、堤防決壊・崩落84か所、護岸崩壊38か所、道路損壊1,889か所、橋梁流失948か所などに及び、家屋の被害も下表に示す通りとなった。被災者数は54万4,060人、被害総額は約32億8,700万円（現在の金額で約231億7,000万円）にも上った。浸水した区域は筑紫平野のほぼ全域であり、東は夜明ダム直下、西は佐賀市の嘉瀬川堤防、南は矢部川堤防、北は筑紫野市の宝満川流域にまで及び、さながら有明海が内陸山沿いまで海域を拡大したかの様相を呈した。1890年（明治22年）の洪水、1921年（大正10年）の洪水と並んで、この水害は「筑後川三大洪水」とも呼ばれている。
| 市郡名   | 死者 | 行方 不明者 | 負傷者 | 全壊 家屋数 | 流失 家屋数 | 半壊 家屋数 | 床上 浸水 | 床下 浸水 | 道路 損壊 | 橋梁 損壊 | 被災者数 |
| -------- | ---- | ----------- | ------ | ----------- | ----------- | ----------- | --------- | --------- | --------- | --------- | -------- |
| 久留米市 | 5    | 0           | 274    | 336         | 409         | 2,380       | 4,880     | 9,284     | 10        | 6         | 82,351   |
| 浮羽郡   | 7    | 0           | 965    | 213         | 162         | 206         | 3,748     | 2,752     | 11        | 81        | 42,405   |
| 朝倉郡   | 15   | 4           | 669    | 133         | 91          | 861         | 1,349     | 1,998     | 41        | 74        | 24,883   |
| 三井郡   | 8    | 0           | 1,094  | 384         | 47          | 812         | 6,717     | 1,190     | 285       | 86        | 55,737   |
| 三潴郡   | 2    | 0           | 1,104  | 29          | 0           | 122         | 16,675    | 3,925     | 249       | 183       | 124,132  |

#### 矢部川流域
矢部川流域でも上流部を中心に豪雨が降り、八女郡矢部村（八女市）で5日間に934.2ミリの総降水量を観測したのをはじめ、黒木町（八女市）で609.5ミリ、星野村（八女市）で667.8ミリ、辺春村（八女市）で666ミリ、福島町（八女市）で613.6ミリ、柳川市で496.2ミリなど流域は降り始めからの平均が700ミリ近くに達した。このため、矢部川本流は、国道209号船小屋橋の道路が冠水するほどの水位となったほか、支流の星野川、笠原川、辺春川などが軒並み氾濫し、各所でがけ崩れや橋梁、家屋、田畑の流失を招いた。特に橋梁については、支流の田代川と鹿子生川ですべての橋梁が流失したほか、黒木町で合流する笠原川でも、最上流部の大年橋・振々橋・左手上橋以外はことごとく流失している。また矢部川本流についても、特に支流との合流点付近にある橋梁が流失している。
こうした濁流は福島町や羽犬塚町（筑後市）、三潴（みずま）郡に押し寄せ、甚大な被害を与えた。特に山門（やまと）郡瀬高町（みやま市）では全町が水没、三潴郡や柳川市といった下流部では、筑後川の支流である花宗川の濁流と矢部川の濁流が合流して大川町（大川市）や柳川市に流入、被害をさらに拡大させた。三潴郡内では、筑後川・矢部川の洪水が合流したことで、郡内にある家屋の98%が浸水するなど被害は凄まじく、「全郡水没」状態となった。死者は2人であったが、ほぼ全郡が床上・床下浸水の被害を受け、被災者数は12万4,132名にも上った。矢部川流域全体では、死者29人、床上浸水1万138棟、床下浸水1万5,896棟におよんだ。

#### 北九州・筑豊

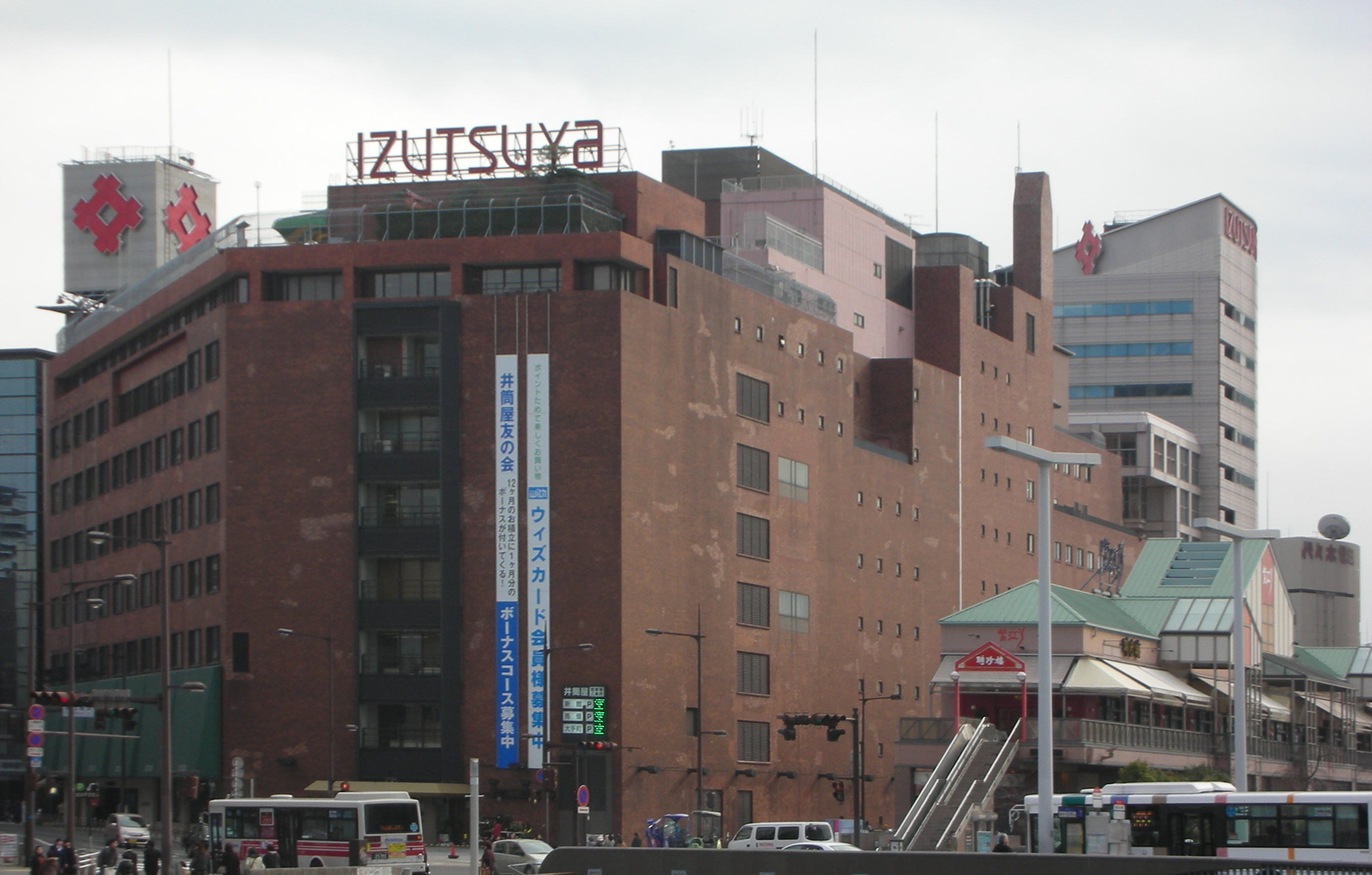
北九州市小倉北区中心部の井筒屋小倉本店。紫川の氾濫により腰の高さまで浸水した。

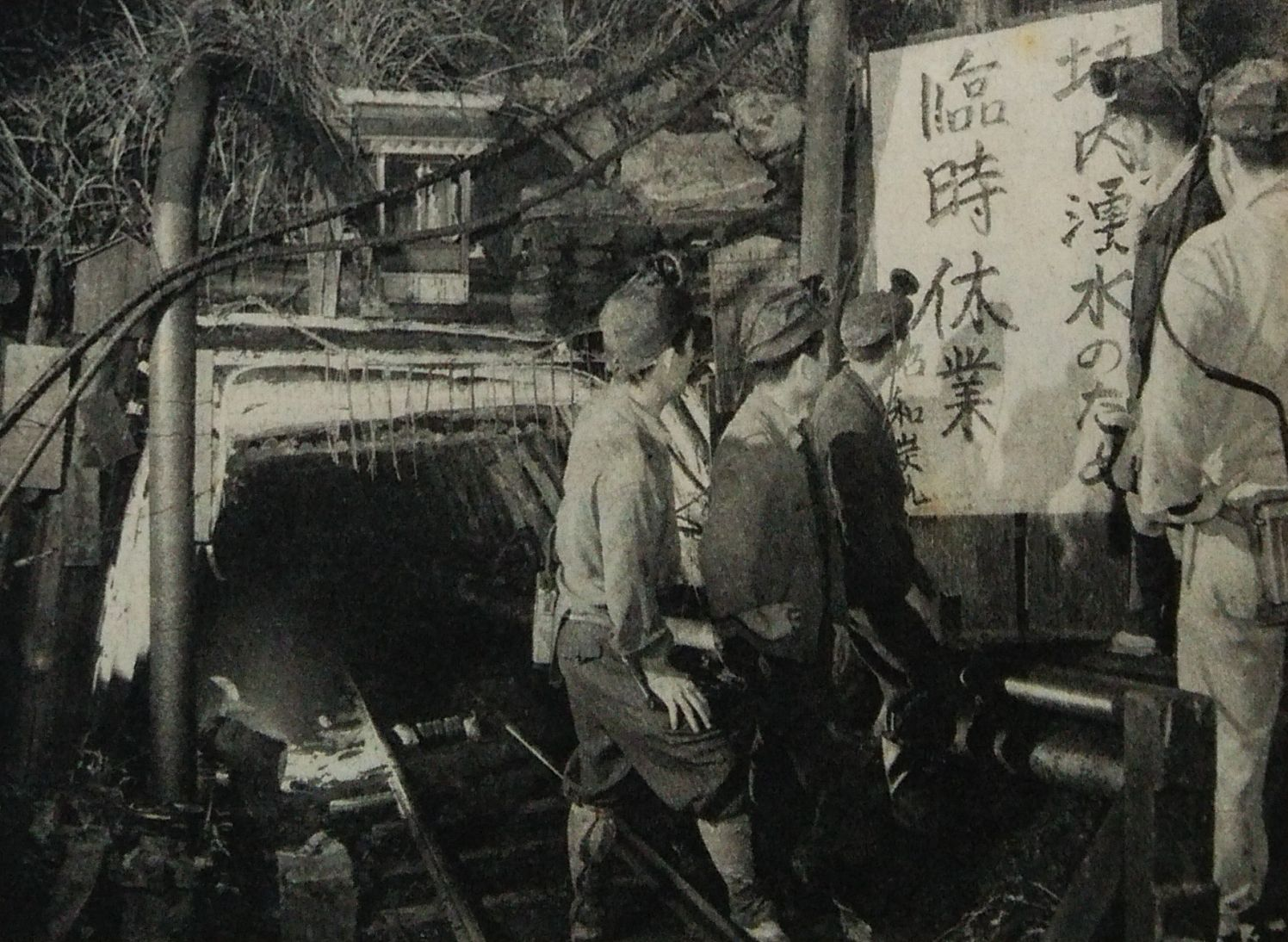
坑内が冠水し、操業不能となった筑豊炭田昭和炭鉱

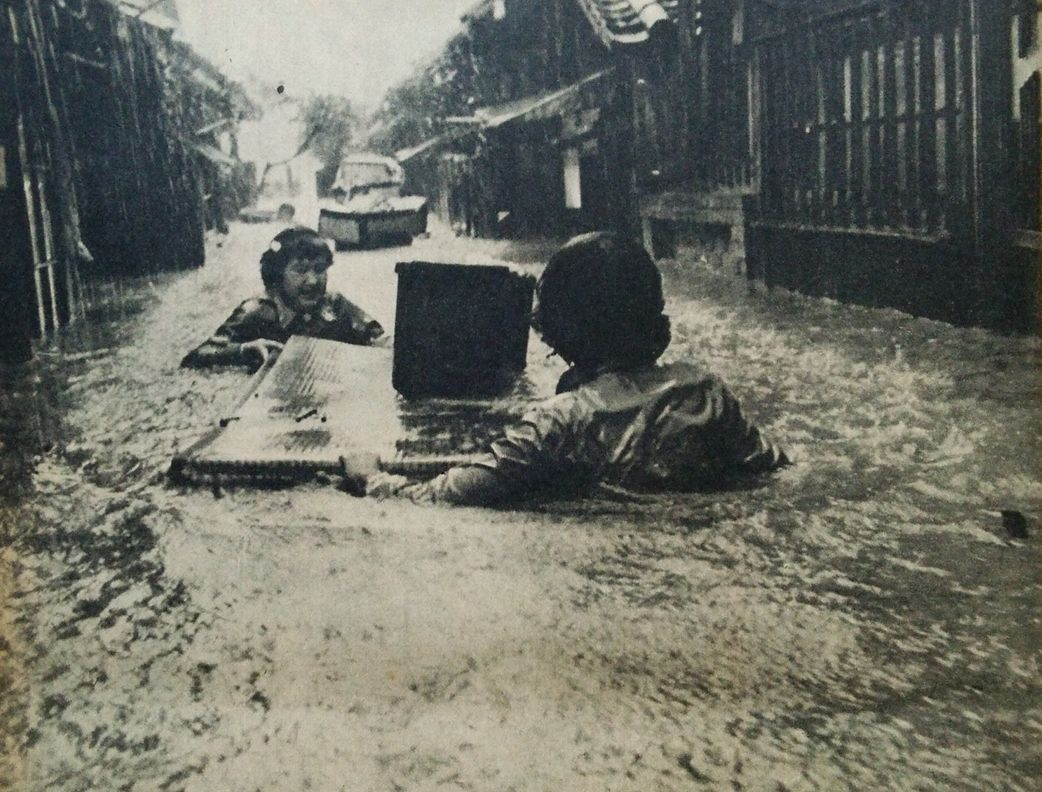
福岡県小倉市宇佐町

北九州市は当時門司市（門司区）、小倉市（小倉北区・小倉南区）、八幡市（八幡東区・八幡西区）などに分かれていたが、ほぼ全域で豪雨が降り注いだ。降り始めからの雨量は門司で646.1ミリ、小倉で544ミリ、八幡で501ミリなどの記録的な豪雨となった。特に小倉市では、本水害において最大となる時間雨量101ミリを記録する猛烈な雨を記録した。筑豊地方でも、田川郡添田町で687.4ミリ、英彦山で632.8ミリ、直方市で571.2ミリ、飯塚市で534.8ミリとなり、この地域を流れる遠賀川水系、紫川水系、今川水系などが氾濫した。
特に被害が顕著だったのは門司市街地である。降水量646.1ミリを記録する豪雨は現在新関門トンネルが通過している戸の上山をはじめとした風師・戸の上山系へと降り注ぎ、山腹崩壊という形で、門司市街や門司港周辺へと土石流やがけ崩れとなって押し寄せた。その崩落箇所は600か所にも及び、北九州地域における豪雨死者の大半を出す結果になった。隣接する小倉市街地では、紫川や板櫃川など中小河川の氾濫によって市内の80%が浸水し、井筒屋小倉本店前でも腰まで水に浸かる水位となった。紫川流域は、上流部は現在のます渕ダム付近および日田彦山線呼野駅付近から、下流は河口に至るまでほぼすべて浸水した。門司・小倉・八幡3市における被害の合計は死者183名、全壊家屋3,812棟、浸水家屋7万9,123棟に及び、現在に至るまで過去最悪の豪雨被害となった。北九州市では今回の水害を、特に北九州大水害と呼んでいる。
また遠賀川水系でも、遠賀川本流や支流の彦山川・福地川・犬鳴川などが氾濫し、流域の飯塚市や田川市、田川郡などで浸水被害をおよぼした。遠賀川は鞍手郡植木町（直方市）で堤防決壊を起こし、下流の農地や人家を水没させた。上流部の田川地方では、当時多くの中小規模の炭鉱があり、多数の坑道や社宅が水没。さらに炭鉱に付随する多数のボタ山が豪雨により崩壊し、大量のボタが遠賀川やその支流に流入、河床（川底）の上昇を来たして堤防決壊や越流を助長した。遠賀川流域では、堤防決壊・損壊138か所、橋梁11か所が流失し、9か所が損壊している。豊前地域でも河川の氾濫による被害が多く、京都（みやこ）郡では今川や祓（はらい）川などの氾濫で堤防が決壊。築上郡では山国川を始め、城井川や佐井川の氾濫で死者1名、負傷者274名、全壊家屋2棟、半壊家屋10棟、床上浸水306棟、床下浸水1,810棟という大きな被害を受けている。

#### 福岡市
九州地方最大の都市である福岡市でも、豪雨被害は深刻であった。市内では6月4日 - 6月7日にかけても総雨量300ミリを超える豪雨を記録しており、これに追い討ちをかけるように、5日間で621.4ミリの猛烈な豪雨が降り注いだ。このため那珂川や御笠川、室見川、樋井川、十郎川、須恵川など市内を流れる中小河川がことごとく氾濫。福岡市内の大部分が浸水した。
浸水範囲は、福岡市最大の繁華街である中洲や天神をはじめ、現在の福岡市中央区渡辺通・警固・薬院・大濠、早良区城西町など福岡市中心部のほとんどであり、警固地区ではがけ崩れによる土砂災害も発生した。隣接する糟屋郡でも、多々良川水系がすべて氾濫、多々良川本流や支流の猪野川、久原川、長谷川など各所で、堤防決壊や堤防がない場所での洪水流入で、浸水被害や農地流失が相次いだ。糸島郡前原町（糸島市）でも、町内を流れる瑞梅寺川の氾濫により町内の大部分が浸水している。
福岡市内では、全壊家屋11棟、半壊家屋59棟、床上浸水5,735棟、床下浸水2万1,900棟の大きな被害を受けており、人口密集地を中心に被害が集中していることから、被災者数も11万3,789名と多数に上った。

### 佐賀県

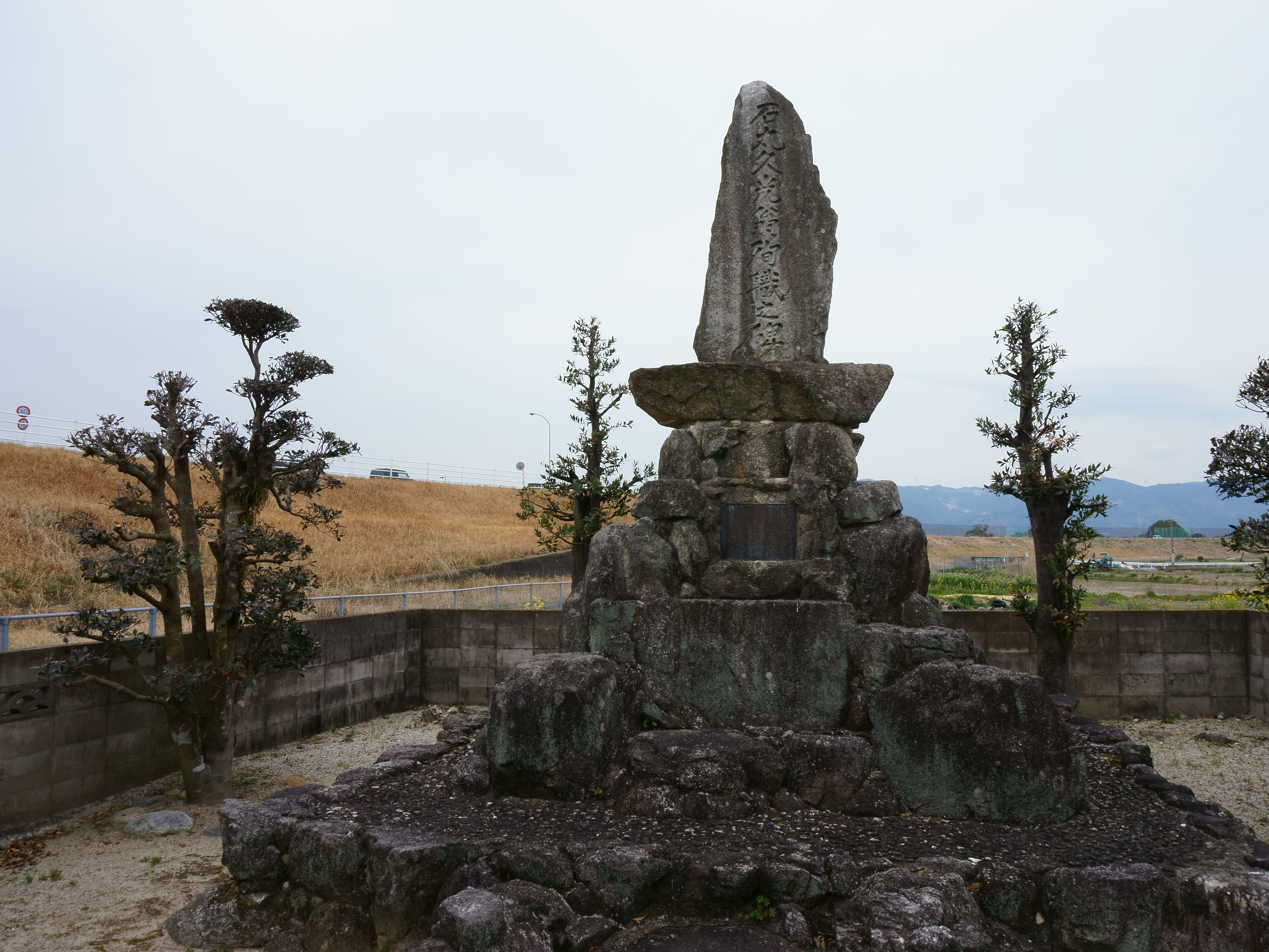
嘉瀬川の破堤拡大を防ぐ土嚢積みの陣頭指揮で殉職した鍋島村蛎久区長石丸久光の顕彰碑

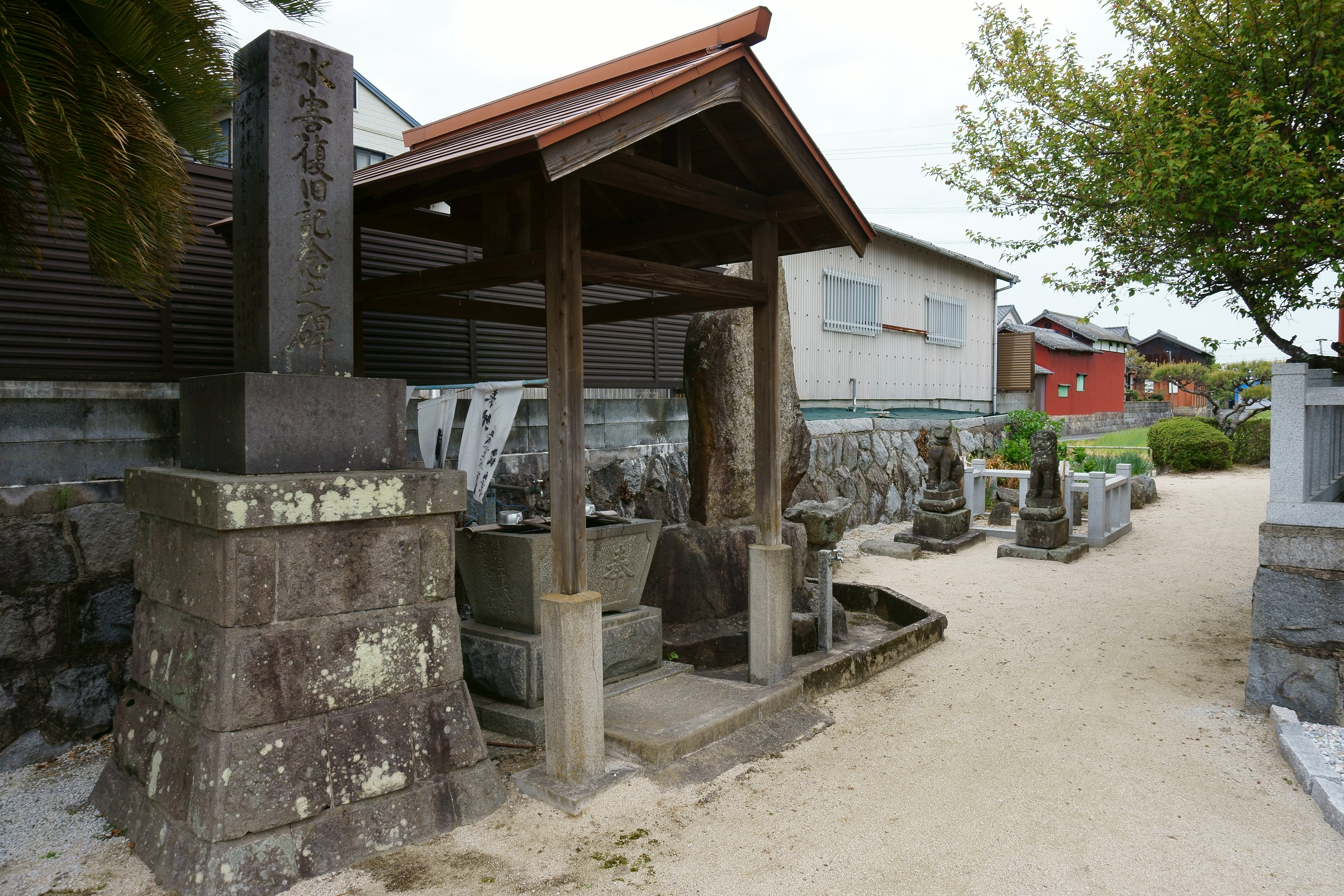
鳥栖市酒井東町の水害復旧記念碑。宝満川支流秋光川が氾濫し、碑上部の線まで達した。

佐賀県では、神埼郡三瀬村（佐賀市）で711.4ミリ、鳥栖町（鳥栖市）で665.2ミリ、神埼郡神埼町（神埼市）で633.7ミリ、佐賀市で587.1ミリなどとなった。これにより、嘉瀬川・松浦川など背振山地を水源とする河川が軒並み氾濫したほか、筑後川の洪水が支流に逆流することで、堤防決壊などの被害が拡大した。
| 死者 | 行方不明者 | 負傷者 | 全壊家屋数 | 流失家屋数 | 半壊家屋数 | 床上浸水 | 床下浸水 | 推定被害額 （1953年換算） | 推定被害額 （2004年換算） | 備考 |
| ---- | ---------- | ------ | ---------- | ---------- | ---------- | -------- | -------- | ------------------------- | ------------------------- | ---- |
| 59   | 3          | 337    | 319        | 108        | 4,425      | 37,895   | 38,053   | 249億円                   | 1755億円                  |      |

逆流した筑後川の洪水は、支流の上流から流れくる洪水と衝突して堤防を越流、6月26日に鳥栖町を流れる大木川の堤防が決壊した。その後、宝満川に逆流した筑後川の濁流が宝満川支流の安良川に逆流、築堤以来300年にわたり流域を水害から守った成富茂安の千栗（ちりく）堤防を決壊させ、三養基郡北茂安村（みやき町）を水没させた。筑後川の濁流はそのまま南西へと押し寄せ、三養基郡や神埼郡をことごとく呑み込んだ。特に被害が甚大だったのは神埼郡三田川村（吉野ヶ里町）で、筑後川支流の田手川と城原（じょうばる）川が決壊したが、上流から流れくる大量の土砂が流域の家屋や田畑を一挙に押し流した。
この濁流はさらに蓮池町（佐賀市）に流れ込み、筑後川の逆流した洪水と合流して西へ押し寄せ、佐賀郡東川副村（佐賀市）を経て、ついに佐賀市内に流入した。そして佐賀郡南川副町（川副町）に達して海岸堤防でせき止められた。
また嘉瀬川は天井川で河床が佐賀平野よりも高く、かつ複雑な流路だったことから、鍋島村（佐賀市）で堤防が決壊、濁流は佐賀市内に流入したが、同時に東より筑後川本流や田手川・城原川の濁流が押し寄せ、両者が佐賀市近辺で合流することにより、浸水被害を倍化させた。
最終的に、有明海の海岸堤防を人工的に破壊するなどして濁流を排水することにより浸水は収束したが、水が完全に引くまで1か月以上かかった地域もあった。唐津市を流れる松浦川でも、源流部である天山山麓で豪雨となり、特に支流の厳木（きゅうらぎ）川が氾濫して、浸水被害が多発している。

### 大分県
大分県でも、降り始めからの総雨量が、日田郡上津江村（日田市）で1,148.5ミリという猛烈な豪雨を記録したのをはじめ、玖珠郡森町（玖珠町）で835.5ミリ、由布院町（由布市）で818ミリ、長湯温泉で738.4ミリ、竹田市で718.9ミリ、大分市で713.3ミリ、日田市で705.6ミリ と筑後川上流・大分川上流・大野川上流域で記録的な豪雨をもたらした。このため、大分県内においても、被害は著しいものになった。
| 死者 | 行方不明者 | 負傷者 | 全壊家屋数 | 流失家屋数 | 半壊家屋数 | 床上浸水 | 床下浸水 | 推定被害額 （1953年換算） | 推定被害額 （2004年換算） | 備考 |
| ---- | ---------- | ------ | ---------- | ---------- | ---------- | -------- | -------- | ------------------------- | ------------------------- | ---- |
| 55   | 13         | 239    | 333        | 653        | 1,435      | 6,179    | 18,513   | 178億円                   | 1255億円                  |      |

大分市では市内を流れる大分川が氾濫、堤防が各所で決壊し市内に濁流が押し寄せた。国道197号の舞鶴橋も流失し、市内だけで9,317棟が浸水、大分市街地もほとんど浸水した。特に舞鶴橋右岸の大分市津留（今津留・東津留）地区では、橋梁流失による県道の寸断で交通が完全に寸断され、500世帯が孤立した。またこの地区には大分県立大分商業高等学校など高等学校2校、中学校1校があり、通学にも影響を与え、仮の橋を大分川に架けることにより、大分市内への交通がようやく再開した。
大分川流域だけで被害は死者・行方不明者84名、負傷者524名、家屋流失1,008棟、家屋全半壊2,998棟、床上浸水8,165棟、床下浸水3万417棟に上った。大野川流域でも、特に竹田市を流れる支流の玉来川と稲葉川、また大野川下流や平井川でも堤防決壊や浸水の被害が続発し、県南部の祖母山や傾山でも山腹の崩落が多発している。
また日田市・日田郡・玖珠郡では、筑後川本流と支流の玖珠川が氾濫、濁流は日田市内へ流れ込み、市内の通りを激流となって押し寄せ、筑後川（三隈川）に架かる銭淵橋が吹き飛ばされたのをはじめ、完成したばかりである国道210号三隈大橋以外のすべてが流失・破壊された。日田市は日田盆地にあるが、この地は筑後川と玖珠川・花月川が一斉に合流する土地で、かつ下流に夜明峡谷があるため、河水の流下能力が乏しく、洪水の際には峡谷がダム化して行き場を失った河水が上流の日田市内へと逆流。このため市内は洪水が「貯水」された格好になり、全市が平均1 - 2メートルの深さで浸水した。これに輪をかけて三隈大橋に上流から流れくる大量の流木がせき止められてダム化し、浸水被害に拍車をかけた。玖珠川合流点より上流部の筑後川（大山川）流域や玖珠川上流部でも水位が軒並み10メートルを超え、河道が変わるほどの濁流となり、農地や家屋の流失が深刻であった。玖珠川では、川に架かる18の橋梁中11橋梁が流失した。これにより国道210号、国道212号、国道386号および久大本線（後述）は完全に不通、通信線や送電線も寸断されたことで、日田市や玖珠郡は一時完全に孤立した。日田市では死者17名、被災者数3万7,000人におよんだ。

### インフラ被害
この水害では、道路や橋梁のほか、鉄道・港湾・水力発電所といったインフラストラクチャーへの被害も深刻であった。特に鉄道の被害は甚大であり、北部九州の鉄道網は完全に麻痺し、一時は本州との連絡が途絶した。福岡県内や大分県内では7月上旬から8月上旬、熊本県内では8月上旬までダイヤが大幅に乱れた。
また、九州北部および山口県にある港湾施設にも大きな被害が生じている。水力発電所も、土石流や浸水によって発電が停止するなど大打撃を受けた。道路・橋梁被害は各県の被害状況に先述しているため、以下は鉄道・港湾・発電所といったインフラストラクチャーに対する被害について詳述する。

#### 鉄道
関門鉄道トンネル水没についての詳細は「関門トンネル (山陽本線)#西日本水害による水没事故」を参照

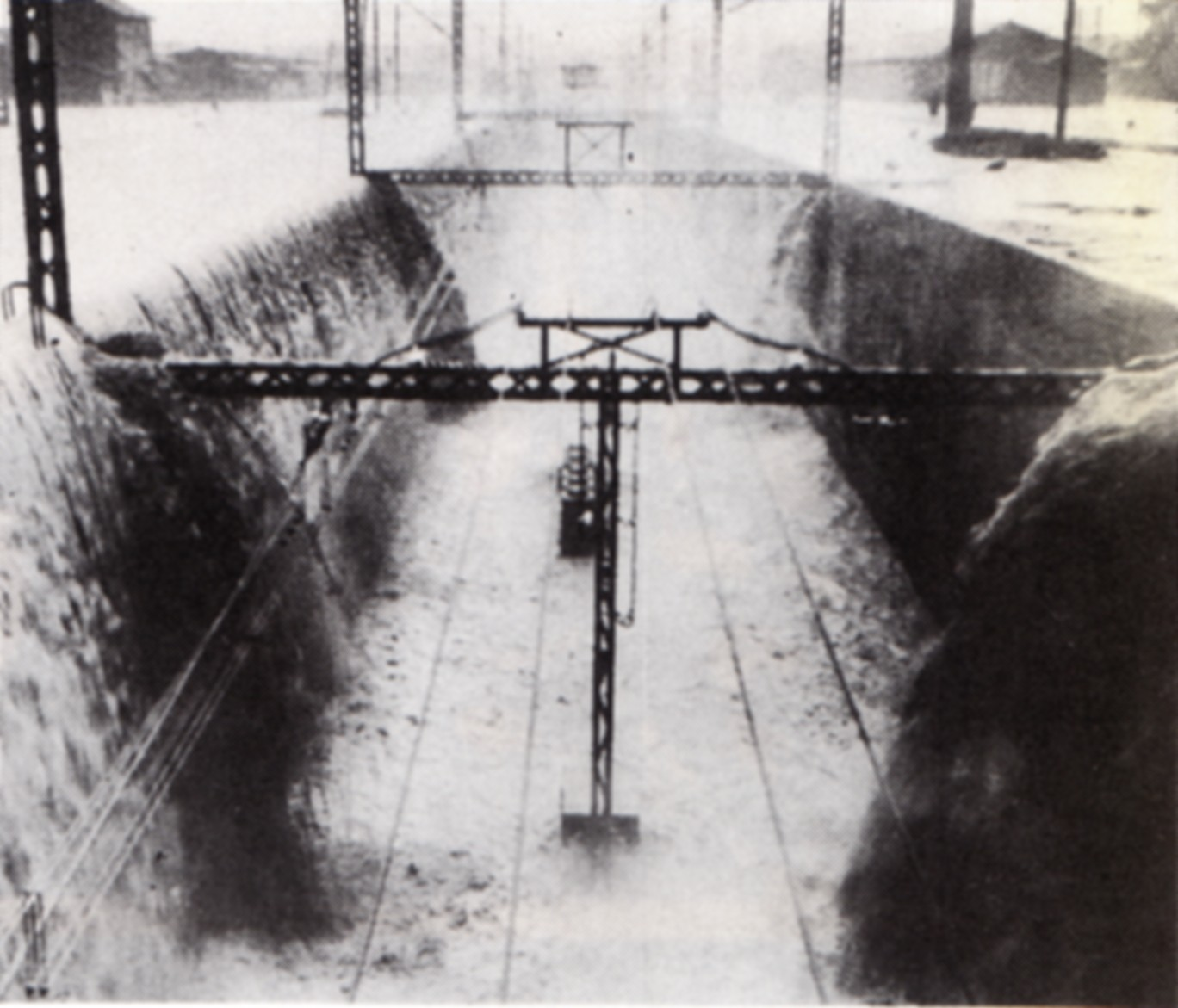
関門鉄道トンネル門司駅口。両脇の防護壁上より大量の濁流が滝のようにトンネル内に流入した。

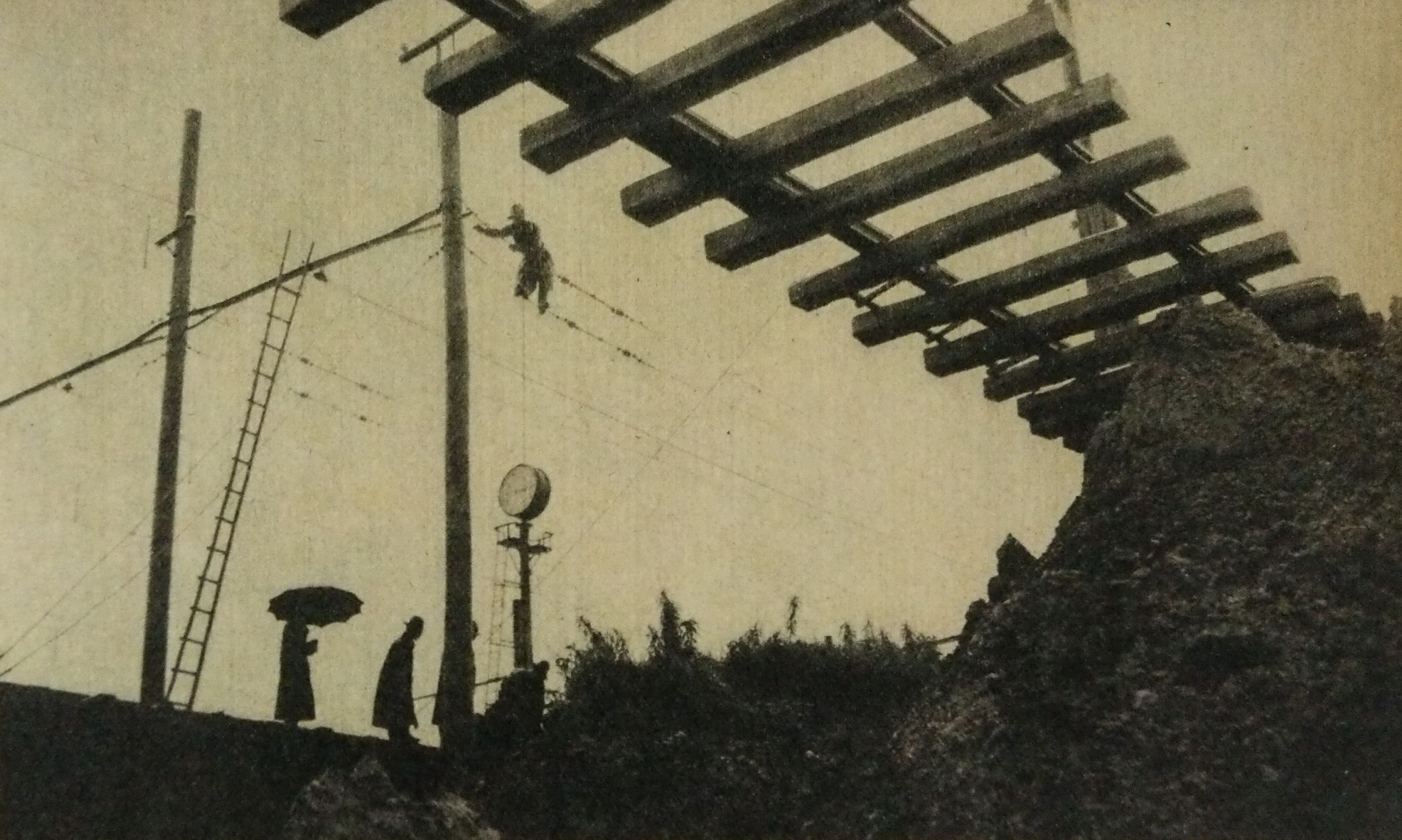
土台が流出し浮き上がった線路（門司駅）

国鉄は、北部九州の各路線が甚大な被害を受けている。鹿児島本線は遠賀川の堤防決壊によって遠賀川駅周辺が完全に水没したほか、肥前旭駅と鳥栖駅間が筑後川の洪水で1.7メートル浸水。さらに、矢部川橋梁が流失し線路が宙づりになるなど、数か所にわたり不通となった。さらに関門鉄道トンネルが、門司市内の豪雨により氾濫した大川や田畑川の洪水が、6月28日午前11時ごろよりトンネル内に流入し、完全に水没。本州・九州間の連絡は完全に途絶し、旅客は下関駅で立ち往生し、海路で九州に向かわなければならなかった。復旧作業は矢部川橋梁の復旧に時間を費やしたものの、7月4日には福岡県内の路線が復旧するが、関門鉄道トンネルについては備品のポンプが故障するなど難航した。このため国鉄は、日本各地の支店よりポンプを集めたほか、新潟県の信濃川工事事務所など各地の建設省工事事務所、三井鉱山、宇部興産、さらにはアメリカ軍の協力により66台の大型ポンプを使用し、7月14日に下り線で単線開通させたのを皮切りに7月21日までには平常運転に戻すことができた。
このほか福岡県内では筑豊本線の筑前垣生駅と筑前植木駅間、および芦屋線が遠賀川の洪水により駅舎・線路が浸水し、7月8日まで不通となり、日田彦山線では、南小倉駅と城野駅間が紫川の氾濫で水没し小倉駅も浸水した。矢部線では星野川橋梁が流失し不通となった。
久大本線はこの水害における被害がもっとも深刻で、全線が壊滅的な打撃を受けた。福岡県内では筑後川の洪水によりほぼ全線が浸水。大分県内では夜明ダム右岸決壊にともない線路も同時に流失したほか、玖珠川沿いの豊後三芳駅 - 豊後中川駅間に架かる第1玖珠川橋梁と九酔峡下流に位置する引治駅 - 豊後中村駅間の鳴子川橋梁が完全に流失、天ヶ瀬駅 - 北山田駅間の第8・第9・第10玖珠川橋梁も損壊した。大分川流域では南由布駅 - 湯平駅間の第6由布川橋梁が流失し、第4・第5由布川橋梁が損壊。さらに向之原駅 - 賀来駅間でも大分川の増水で線路が冠水し、各所で寸断された。このため復旧に時間を費やし、完全に復旧したのは1か月以上経過した8月8日になってからであった。日豊本線も各所で浸水などの被害が生じ、復旧は7月2日までかかった。
長崎本線では、佐賀駅と鍋島駅間で冠水により6月30日まで不通。佐世保線は大町駅と武雄温泉駅間で六角川の河水が逆流して線路が冠水、34時間にわたって不通となった。唐津線や筑肥線では松浦川の洪水で山本駅を中心に1.5メートル浸水し、7月1日まで不通。そして松浦線では今福駅と調川駅、今福駅と浦ノ崎駅間でそれぞれ大規模な地滑りが発生し、九州各地の被害路線ではもっとも遅い8月9日になってようやく復旧にいたった。熊本県内では豊肥本線の水前寺駅と竜田口駅間 に架かる第2白川橋梁が流失、高森線では立野駅と長陽駅間にある戸下トンネルががけ崩れで埋没し、それぞれ8月6日、8月4日まで復旧がずれ込んだ。この間長陽方面は、道路損壊もあって完全に孤立した状態に陥っている。
私鉄では西日本鉄道大牟田線の筑後川橋梁が、上流から流れくる大量の流木や濁流によって、流失まではいたらなかったものの大きく蛇行するように曲がり不通となったほか、甘木線が宮の陣橋の損壊により不通となった。また熊本市内では、熊本市電が白川の氾濫による大量の火山灰を含む濁流で熊本市電春竹線が代継橋もろとも流失するなど全線が被害を受けたほか、熊本電気鉄道では菊池川橋梁が流失するなどの被害を受けている。
なお、この水害の直前に小説家で鉄道旅行が趣味であった内田百閒は九州を鉄道で旅行中だったが、水害で関門鉄道トンネルが水没する直前に九州を脱出した。この模様はのちに『雷九州阿房列車』として執筆・発刊されたが、本書には友人からの手紙による白川大水害の状況が記されているほか、九州各地の鉄道が水害によって不通になっていく様子も記されている。

#### 港湾
港湾の被害は、大別すると、港湾内に上流からの土砂が堆積する被害と、港湾施設自体の被害があったが、今回の水害では圧倒的に土砂流入による港湾埋没被害が多発した。
特に福岡県内では、大規模な土砂崩れが多発した旧門司市内の門司港をはじめ、矢部川の洪水による大牟田港、福岡市内の河川の洪水による博多港の被害が深刻であった。
このほか佐賀県では唐津港や呼子港、長崎県では長崎港、佐世保港および五島列島の各港湾、大分県では大分港や臼杵港、山口県では下関港や宇部港、小野田港といった港湾が被害を受けている。
港湾被害額は福岡県が最大であり、当時の額として約3億3,800万円、佐賀県が約1億675万円、長崎県が約8,411万円、大分県が約6,447万円、山口県が約5,976万円、熊本県が約2,208万円などとなっている。

#### 水力発電所

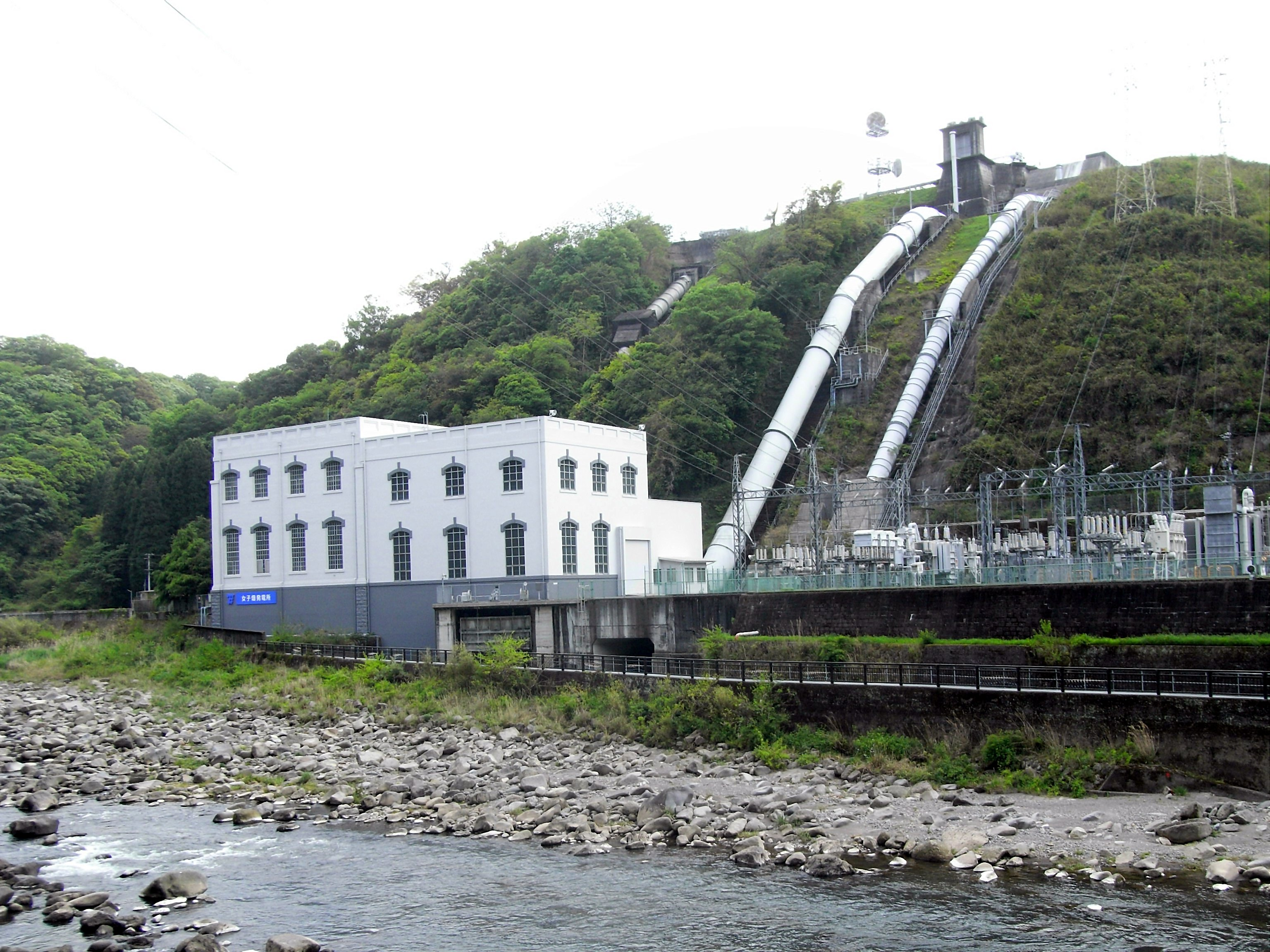
女子畑発電所（玖珠川）。当時は筑後川最大級の水力発電所であったが水害による被害が大きかった。

この水害では、九州北部の主要な河川がことごとく氾濫した。特に上流部では大量の降雨によって記録的な豪雨となり、土石流などを含め多大な被害を受けている。山間部に建設される水力発電所についても大きな被害を受けた。
発電所を管理していたのはおもに九州電力であるが、当時の九州電力は1951年（昭和26年）にポツダム政令に基づく電気事業再編成令で日本発送電が9電力会社に分割・民営化され、日本発送電九州支店と九州配電を統合する形で発足したばかりであった。このため経営基盤は脆弱であり、水害にともなう被害は発足したばかりの会社にとって大打撃となった。水力発電施設の被害額は当時の額で約5億3,820万円（現在の金額で約37億9,400万円）に上る。また、1937年（昭和12年）から1938年（昭和13年）に阪神タイガースの前身である大阪タイガースで外野手として活躍し、当時は九州電力小倉支店変電課社員として勤務していた玉井栄が、この災害において感電死している。
もっとも被害が大きかったのは、一般への被害も顕著であった筑後川水系と白川水系である。
筑後川水系では、中流部に建設中だった夜明ダムが濁流により両岸より決壊し、発電所施設や放流用ゲートも流失したことは先に述べた通りであるが、支流の玖珠川流域にある水力発電所群も大きな被害を受けている。最上流部にある町田第一発電所では、取水元であるアースダムの地蔵原ダムが堤体より越流し、あわや決壊事故となる状態であったほか、沈砂池が濁流に含まれる岩石により破壊された。また当時筑後川水系最大の水力発電所であった女子畑発電所では、取水堰が損傷したほか、沈砂池や導水路が濁流により破壊・流失し、湯山発電所でも、取水堰の一部が40メートルにわたって破損した。これにより、玖珠川流域の全水力発電所は6月26日から運転不能に陥り、復旧に日時を要した。
白川水系ではさらに発電所施設への損害が大きく、阿蘇山の火山灰を含む大量の土石流により、黒川第一・第二・第三および白川第一発電所が甚大な被害を受けた。黒川第一発電所では取水堰の余水吐きが完全に破壊され、発電所建屋内部にまで土石流が侵入し発電用水車などが被害を受けた。黒川第二発電所では取水口が破壊。黒川第三発電所では取水堰が半壊し、発電所建屋内部も損壊した。白川第一発電所も取水堰の一部が損壊している。
このほか嘉瀬川水系では、川上川第一・第二・第五発電所が、沈砂池のごみ流入防止用スクリーンに大量の流木や土砂が閉塞して6月26日以降運転不能となったほか、大分川・大野川水系でも、発電所の損害で6月26日以降発電ができない状態に陥った。菊池川水系でも、本流にある菊池川第一から第五までの発電所が、やはり取水口や放水口の土砂閉塞による被害を受けている。

#### 炭鉱
中小炭鉱の多くが坑道、従業員の社宅などが水没する被害を受けた。また、各地の鉄道が不通になることにより出炭に影響が出た。九州の炭鉱被害だけでも水没51、一部水没25。このほか山口県の宇部炭鉱でも全坑水没などの被害が出た。

## 被災者の実態

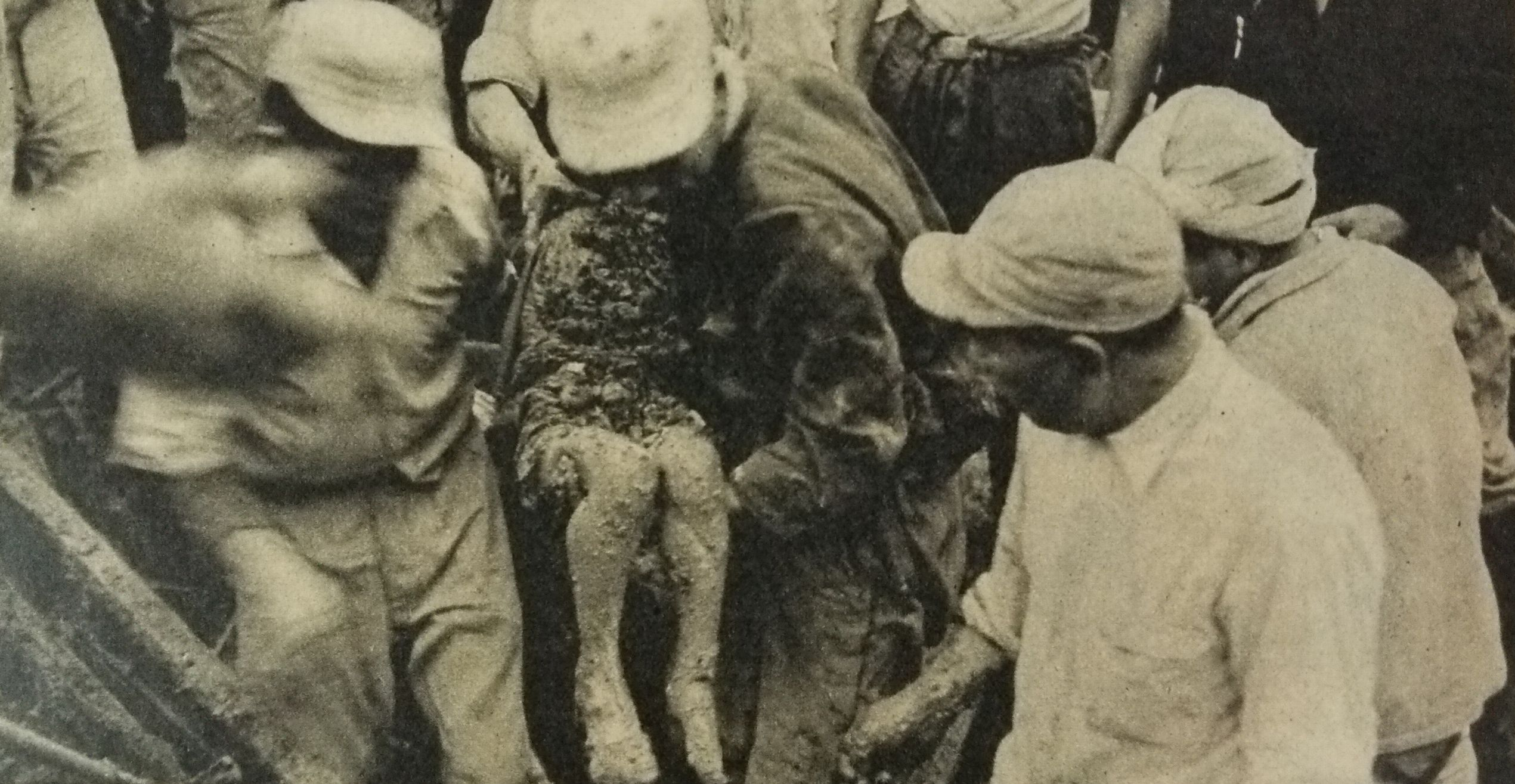
土砂崩れの下から救出された少女（福岡県門司市白木崎）

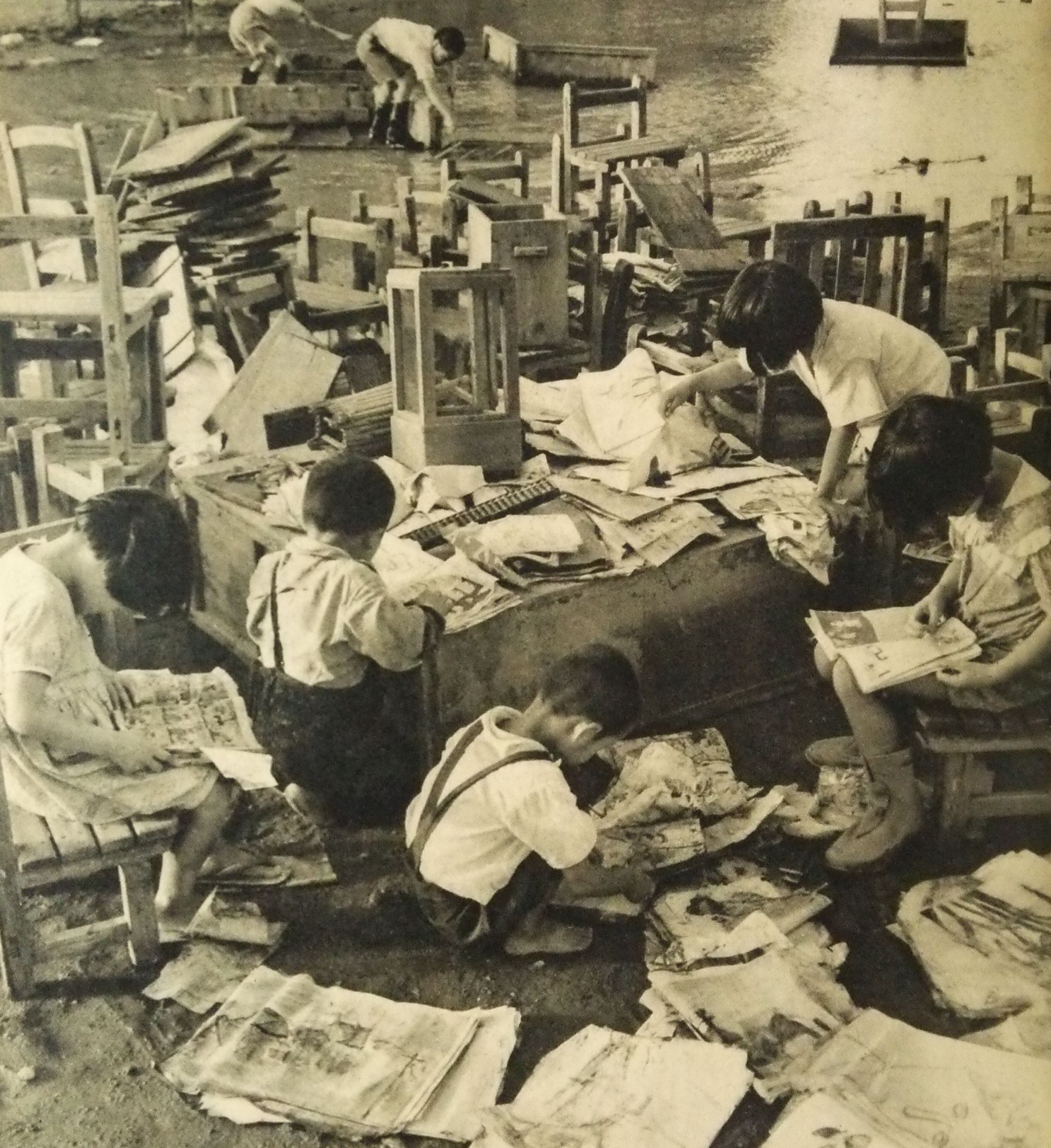
被災した小学校の跡地（福岡県朝倉郡蜷城村）

1947年（昭和22年）のカスリーン台風や1948年（昭和23年）のアイオン台風に匹敵する被害をもたらしたこの水害に対する政府の動きであるが、被災地は電話線が寸断され電話による通話が困難であり、災害状況は無線または電報を通じ、建設省九州地方建設局から建設省近畿地方建設局を経由して建設省本省へと現地の情報が送られた。
建設省から現地の被害が重大なものであると報告を得た当時の第5次吉田内閣は、ただちに大野伴睦国務大臣を本部長とする「西日本水害総合対策本部」を福岡市の福岡県庁に設置した。緒方竹虎副総理、戸塚九一郎建設大臣、山県勝見厚生大臣、保利茂農林大臣などの閣僚を現地に派遣したほか、発足したばかりの保安隊に災害派遣を命令、駐留アメリカ軍にも救援を依頼して救助活動や救援活動を行った。この水害のあと、政府は福岡・佐賀・熊本の被災者2,000名を対象に7月30日から8月7日まで「西日本水害に関する世論調査」を行った。水害における被災者の行動や被害実態、救助活動や支援活動に関する被災者の実態を調査する内容であったが、被災直後における被災者の実態や考えを垣間見ることができる。
まず「水害を何で知ったか」という質問に対して、回答者の55.4パーセント（以下「%」で記す）が「突然やってきた」と答えており、この水害が予測のつかなかったものであると認識していた。「自らの経験で予測できた」と答えた被災者が19.7%と次に多く、ラジオなどで知ったと答えたのは19.1%と少なかった。一方その後の水害情報の入手元についてはラジオが55.7%ともっとも多く、新聞が38.1%と続いており、予報よりもその後の被災情報にラジオ・新聞といった報道を活用していた。ちなみにデマが飛ぶということはほとんどなかったようである。
被災後の食糧・物資に関して、食糧調達については「自分でしのいだ」「他人の援助を受けた」という答えがもっとも多く、拮抗していた。被災者は何らかの方法で食糧を確保していたようだが、「食事がなかった」と答える被災者が18%いた一方で「困らなかった」と答える被災者も18.5%おり、被災地によって状況が分かれている。しかし飲料水については食糧に比べて困窮する割合が高く、全体の44%が雨水や他人から水をもらうことで何とかしのいでいた。災害後の物価に関しての質問では野菜類や米、麦の価格が高くなっていると答えた被災者が多く、道路・鉄道といった陸路が洪水によって寸断されたことで発生した交通麻痺や水害による農地流失が影響していることが考えられる。
政府の救援対策については「十分」24.9%、「不十分」21.7%、「よくわからない」45.8%と被災者の意識はさまざまであった。被災者間でもっとも評価されたのは食糧の無料配給で、39.2%が評価している。食糧配給については1日目 - 2日目に行われたと回答した被災者が50.3%に上り、被災直後より比較的速やかな食糧配給が行われたことも評価につながっている。また救援物資について37.9%の被災者が毛布・寝具、衣料がもっとも役立ったと答えた。保安隊による災害派遣については、65.1%の被災者が「ありがたかった」「役立った」と答えており、肯定的な意見が多かった。そして今後政府に求める被災対策としては、被災した商工業者に対する融資などの金融支援や税金の減免措置を求める声が多く、生活再建に対する被災者の不安がにじみ出ている。
なお、この水害は防ぐことができたかという質問に対し、被災者の38.4%が「天災だから防ぎようがない」と答えており、「護岸整備や治水で防ぐことができた」と答えた26.1%を上回っている。。

## 対策

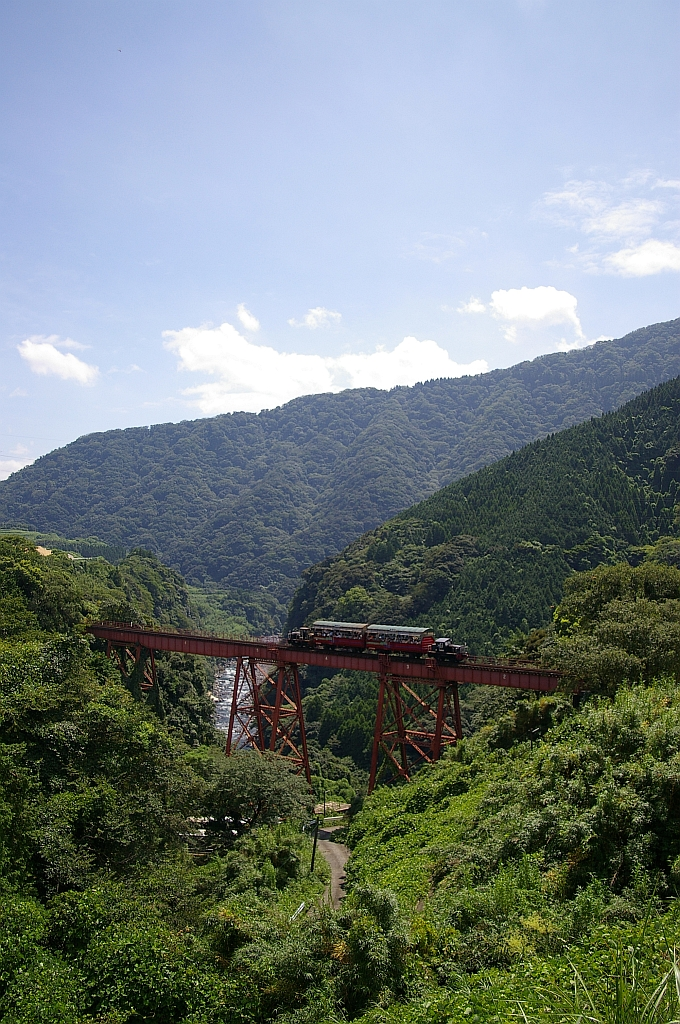
南阿蘇鉄道高森線立野橋梁（中央）の奥にある立野ダム（白川）建設予定地

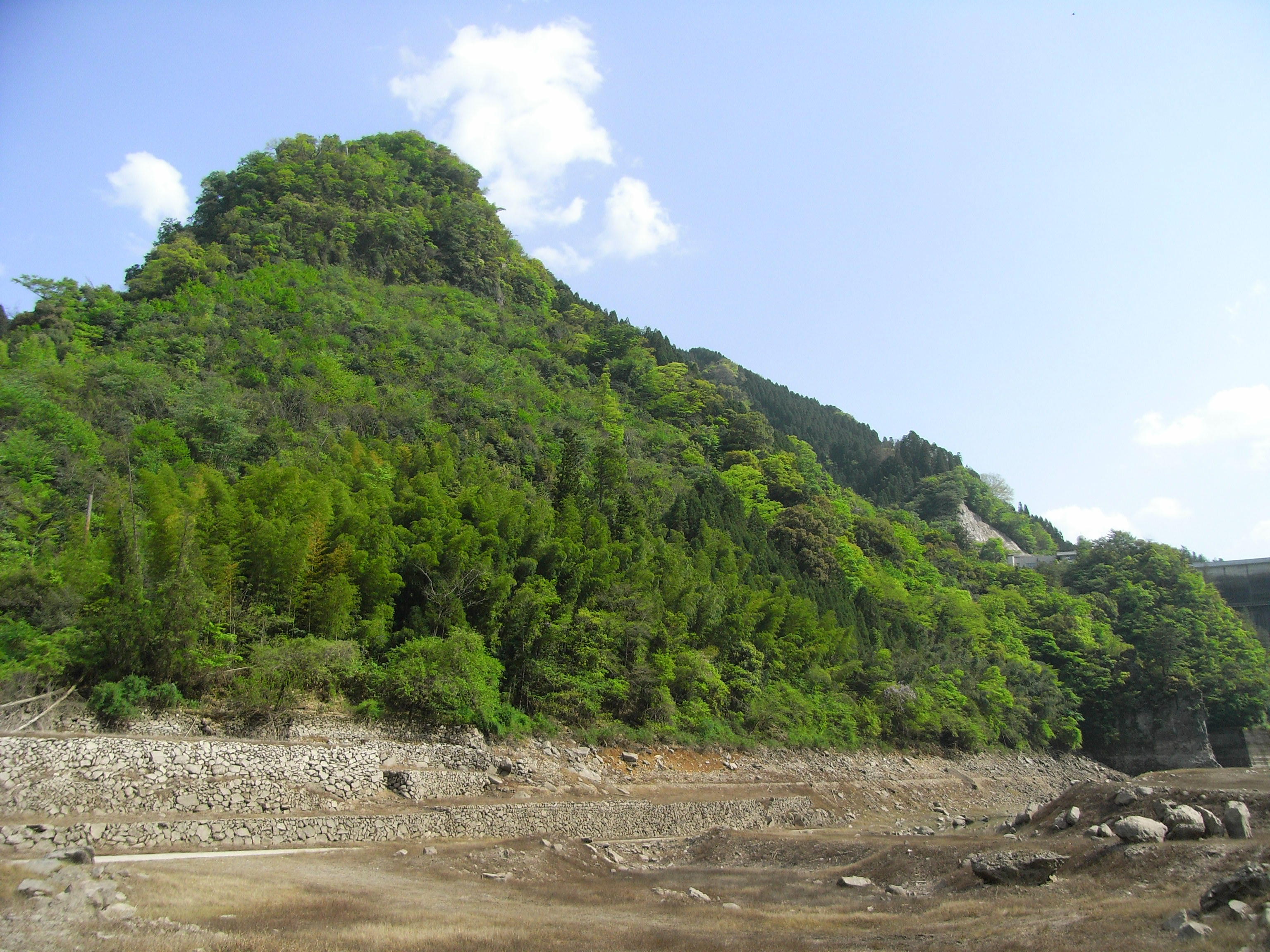
松原・下筌ダム建設反対運動である蜂の巣城紛争の中心、蜂の巣城の跡地（画面右側）

この水害は、過去営々と積み上げてきた治水事業を根本から覆す災害であった。1953年は水害の当たり年であり、7月には紀州大水害（7月17日 - 18日、死者・行方不明者1,046名）、8月には「集中豪雨」という言葉が初めて使用された南山城水害（8月14日 - 15日、死者105名）、そして9月には淀川や由良川に過去最悪の洪水をもたらした台風13号が襲い死者・行方不明者478名と、毎月のように日本各地で大水害が発生した。このため1953年の水害総被害額は、昭和28年度の一般会計予算1兆172億円 に比してほぼ半額にあたる約5,941億円となり、2004年時点物価に換算した実質水害被害額に直すと、およそ3兆2,401億円に達し、水害被害額としては、戦前戦後を通じて昭和時代最悪となった。また実質水害被害額を実質国民所得で割った被害率で見ても10.17 %と、1948年に次ぐ高い数値になった 。戦後の日本は台風や豪雨による甚大な人的被害をともなう水害が毎年頻発していたが、その原因は森林の乱伐と治水対策の不備であった。
内閣経済安定本部は、水害の続発による被害額の増大が日本経済の復興に影響をおよぼすことに懸念を抱いていた。そこでテネシー川流域開発公社（TVA）方式で治水を行い、あわせて農地灌漑や水力発電を組み合わせることで河川開発を行い、日本経済の復興に資するとした河川総合開発事業を、日本各地の河川で企画していた。一方河川行政をつかさどる建設省は北上川、江合川・鳴瀬川、利根川、木曽川、淀川、吉野川と筑後川の主要8河川でダムを中心とした治水計画である「河川改訂改修計画」を1949年（昭和24年）に立案しており、同年に「筑後川改訂改修計画」が立案されていたが、今回の水害を機に再検討が行われた。そして河川総合開発事業と組み合わせて治水と利水を同時に行える多目的ダムを建設する方針に切り替え、あわせて大規模な河川改修を行うこととした。また福岡・大分両県も多目的ダムの建設に乗り出した。
筑後川水系では、1949年の筑後川改訂改修計画において、筑後川支流の玖珠川と津江川に治水ダムを建設する計画を立てていたが、水害を受けて1957年（昭和32年）に「筑後川水系治水基本計画」を発表。上流部では筑後川本流、玖珠川、津江川、城原川に多目的ダムを建設し洪水調節を行うほか、中流部には堰と放水路、下流では大規模な堤防決壊を起こした久留米市東櫛原の大規模堤防建設、そして流域全体の堤防修繕や支流への洪水逆流を防ぐための水門建設などを柱とした大規模治水事業を計画した。この結果建設されたのが松原ダム（筑後川）と下筌（しもうけ）ダム（津江川）、島内可動堰（筑後川）、大石・原鶴・千年分水路、そして久留米市東櫛原大規模引堤事業である。福岡県も支流の改修を進め、広川防災ダム（広川）、山神ダム（山口川）や藤波ダム（巨瀬川）を完成させた。さらに水資源需要の増大もあり、総合開発計画として筑後大堰（筑後川）や寺内ダム（佐田川）、大山ダム（赤石川）、小石原川ダム（小石原川）が建設された。
矢部川水系では、本流に日向神（ひゅうがみ）ダムが福岡県最大級の多目的ダムとして建設され、遠賀川水系では、北九州特定地域総合開発計画の一環として力丸ダム（八木山川）が建設されたのを皮切りに、陣屋ダム（中元寺川）や犬鳴ダム（犬鳴川）そして遠賀川河口堰（遠賀川）が建設されたほか、遠賀川本流の堤防整備が強化された。大分川水系では支流の芹川に芹川ダムが、七瀬川にななせダム（旧称：大分川ダム）が建設された。
菊池川水系では、支流の迫間川に竜門ダムが建設された。熊本市に致命的な被害をもたらした白川では、熊本市内を中心とした河川改修を進めるかたわら、白川・黒川合流点直下流の白川本流に洪水調節専用の穴あきダムである立野ダム を施工し、阿蘇外輪山より来る洪水を貯水するほか、支流黒川に内牧遊水池など8か所の遊水池群の整備を進め、2か所が完成している。
松浦川水系では、最大の被害をもたらした厳木川に厳木ダムが、嘉瀬川では佐賀県最大規模の嘉瀬川ダムが本流にそれぞれ完成している。このほか中小河川の改修やダム建設が、那珂川水系や多々良川水系、御笠川水系、今川水系などで進められている。下の画像は水害を機に建設されたダムの一部である。
- 松原ダム（筑後川）
- 下筌ダム（津江川）
- 日向神ダム（矢部川）
- 芹川ダム（芹川）

こうした治水事業の整備により、これらの河川では複数県をまたぐ広範囲の浸水被害や、堤防決壊による多数の家屋・橋梁・鉄道流失をともなうような大規模水害は、60年近く発生しなかった。河川事業の整備は洪水の危険性を減らしたが、反面ダム事業では、松原・下筌ダム建設に端を発する12年にわたる反対運動・蜂の巣城紛争に見られる治水対策の遂行による住民の新たな犠牲というものも生じたほか、公共事業に対する風当たりの強さにより、玖珠川の猪牟田（ししむた）ダム、大野川本流の大野川ダムと支流平井川の矢田ダム が中止され、七瀬川の大分川ダムと小石原川の小石原川ダム、城原川の城原川ダム、そして白川の立野ダムは民主党政権の前原誠司国土交通大臣（当時）が進めたダム事業継続の再検証により事業が凍結されたが、何れのダムも検証の結果事業再開となっている。
治水事業が停滞するなか、2009年（平成21年）にはこの災害の降水量に匹敵する集中豪雨、平成21年7月中国・九州北部豪雨が発生した。昭和28年西日本水害のような大河川での大規模な堤防決壊などは起きなかったが、ダムではカバーしづらい都市・中小河川での水害や土石流やがけ崩れにより、多数の死者を出す惨事をもたらした。さらに2012年（平成24年）7月には平成24年7月九州北部豪雨が発生。阿蘇市で本水害に匹敵する降水量を記録したほか、本水害とほぼ同じ地域で集中豪雨が発生し筑後川流域が広範囲に浸水したのをはじめ、矢部川では堤防が決壊、白川では熊本市内が浸水し山国川では過去最悪の洪水量を記録するなど、本水害以来となる複数県にまたがる広範囲かつ堤防決壊をともなう河川の氾濫を招き多くの死者をともなう大きな被害が発生した。

## その他
- 1953年（昭和28年）6月30日、昭和天皇、香淳皇后は、被害が大きかった福岡県、佐賀県、長崎県、熊本県、大分県に慰問の御言葉と御救恤金を贈ったほか、侍従の入江相政を遣した[79]。